# مسعد
مسعد هي ولاية جزائرية تقع جنوب البلاد ،  تبعد مسعد عن جنوب مدينة الجزائر بحوالي 375 كلم. عدد سكانها 102453 نسمة (عام 2008). عرفت المدينة منذ العصور الرومانية القديمة، حيث كانت مدينة مزدهرة.
دخلت في التقسيم الإداري لسنة 1974 لتصبح عاصمة لدائرة تربط بين عدة ولايات لها من الأهمية الوطنية مالها كولاية الأغواط وغـرداية، وورقلة، وبسكرة، فزادها هذا التمركز بين هذه الولايات إستراتيجية لموقعها
بنيت في القرن الثاني الميلادي 193، بناها القائد الروماني ديميدي، هذه المدينة التي يقطنها ما يفوق الثمانين ألفا من أبناء سيدي نائل، الذين استقر بهم المقام في هذه المنطقة.

## أصل التسمية
أصل تسمية مسعد بهذا الاسم: تعددت وتضاربت الأقوال والروايات في أصل تسمية مدينة مسعد التي أسست ضواحيها الجديدة خلال العهد التركي العثماني سنة 1793 فهناك من قال بأن اسمها اشتق من اسم ابنة رجل من العرب الفاتحين مدفونة في المنطقة اسمها مسعدة وقيل اشتقت من كنية هذا العربي الفاتح الذي دُفن في المنطقة حيث كنّي بأبي مسعدة
و هناك رواية أخرى ترجع التسمية إلى اسم امرأة عجوز كريمة كانت تقطن المنطقة قديما تدعى: أم السعد 
و قيل أيضا أن كثرة اللهج بنعمتها وسعدها من الزائرين والوافدين إليها منذ القديم من التجار وذوي الحاجات أعطاها هذا الاسم: مسعد
و لله در الشاعر الذي أنشد فيها شعراً فقال:

## جغرافيا

### تضاريس
أما التضاريس فيغلب عليها الطابع الصحراوي، بها بعض المرتفعات من سلاسل الأطلس الصحراوي، وأهم هذه المرتفعات (جبال بوكحيل) ويمر بها بعض الأودية منها واد مسعد الذي يشق المدينة ويسمى عند العامة (الحميضة) وجنوبا واد جدي.
يسودها المناخ الصحراوي، وتأثيرات المناخ القاري، حيث تتميز بشتاء بارد قليل الأمطار، وصيف حار جاف. أما النبات فيتمثل في النباتات السهبية والصحراوية مثل نبات الحلفاء والشيح والنباتات الشوكية، إضافة إلى الأشجار المثمرة حول ضفاف واد مسعد.
إن موقع مسعد الجغرافي الاستراتيجي جعل لها تنوعا في المناخ والجغرافيا حيث أن مناخها له طبيعة مناخ البحر الأبيض المتوسط، يتغير نحو المناخ القاري لكونه قريب من الصحراء كما أن المنطقة هي منطقة عبور للمناطق الجافة المتواجدة بالجنوب مما جعلها تجمع بين الصحراء في رمالها وصفاء سمائها وتواجد النخيل بها. وبين التل الشمالي في وجود الأشجار وبعض النباتات الخضراء كالضايات (ضاية بن حراث وبوذن والقاعو وأشحيمات والشعاعلة) وغيرها مما يوفر مناظر سياحية قلما توجد في مكان آخر (الضاية والواحة) كما نجد المنطقة المحمية بقوة القانون وهي منطقة التوسع السياحي وتقدر بـ 4.5 هكتار والمخصصة للمشاريع.

### الموقع فلكيا
تقع بين خطي عرض 34.09 شمالا وخط طول 3.30 شرقا.

### موقع
تقع مسعد جنوب ولاية الجلفة، وإذا نظرنا لها على أساس التقسيم الإداري، يحدها شمالا عين الإبل والمجبارة وغربا والجنوب الغربي يحدها دلدول وسد رحال ومن الجنوب قطارة وأم العظام ومن الشرق سلمانة. تبلغ مساحتها (بلدية مسعد) 13962 كلم.

## السكان

جزء من مدينة مسعد.

في هذه المنطقة توجد تركيبة بشرية كبيرة من الفرق المترابطة فيما بينها إذ غالبيتها العظمى من ذرية وأولاد سيدي محمد نائل بن عبد الله الخرشفي الشريف الحسني وكذلك قرابة المصاهرة والأهم من ذلك العيش المشترك ووحدة المصير ومن أبرز هذه الفرق الموجودة في مدينة مسعد:
1. أولاد عيسى بن يحيى بن محمد نائل (أولاد الإعور- أولاد أم الأخوة- أولاد عيفة)
2. أولاد سالم بن مليك بن محمد نائل (أولاد يحيى بن سالم ـ أولاد طعبة)
3. توجد بعض الفرق الأخرى النائلية بشكل غير كثيف (بالأخص من أولاد سعد بن سالم: أولاد الرقاد وأولاد بلول)
4. توجد عائلات كثيرة أخرى (أولاد سي أحمد خاصة)
5. توجد بعض العائلات الميزابية والقبائلية الأمازيغية

ظروف حياة السكان في البادية قديما كانت جد قاسية عبر استعمال الخيام المنسوجة من الصوف والوبر باللون الأحمر اللون المميز لخيمة أولاد سيدي نائل عن باقي القبائل الأخرى، والمال عندهم أنعام ينتقلون بها تبعا للكلأ والماء فيضربون خيمهم حيث يتيسر رزقهم، ذلك لأن عدد السكان كان قليلا، كما كانت أدوات العمل لديهم بدائية وهذا ما جعلهم يمارسون حياة الرعي والترحال عبر مختلف العصور التاريخية.
وقساوة المنطقة وطبيعتها فرضت عليهم أن يغيروا نمط معيشتهم ويستقرون في المنطقة بتوزيع إقليمي معيّن أدى إلى تشكل القرى والبلديات مما جعل السكان يستقرون في المناطق الجافة والأراضي التي تتوفر على مياه جوفية لممارسة النشاط الفلاحي وهو النشاط الممارس اليوم بالمنطقة
يعيشون معظم سكان مسعد على الفلاحة الموسمية ورعي الأغنام يرتحلون بها صيفا وشتاء من الجنوب إلى التل الغربي ويمارسون بالخصوص الحرف التقليدية حي تشتهر المرأة المسعدية بحياكة البرنوس والقشابية الوبري وتنتشر في مسعد دكاكين ومحال الصناعة الحرفية التقليدية المتمثلة في تطريز وخياطة الخيام والبرانيس والقشابية والجلابة والزرابي وصناعة الأحذية التقليدية وتنتشر بعض الحرف الأخرى القديمة كالحدادة، والنجارة وتجارة الأعشاب والأدوية الطبية التقليدية.
تشتهر منطقة مسعد وفق ما سبق بإنتاج المشمش والرمان والخضر والفواكه حيث تتركز زراعتها ببساتين دمد وختالة والملاقة والحنية، كما تشتهر بتربية المواشي (أغنام، ماعز) فهي منطقة رعوية بطبيعتها،
ويقوم اقتصادها أيضا على الصناعات التقليدية منها (البرنوس، والزرابي).
بعد أن صنّفت مسعد مؤخرا كبلدية سياحية مناخية ولما أصبحت السياحة تعرف اليوم بالصناعة السياحية التي يجب أن تتوفر لها موادها الأولية كالمناطق التاريخية، والمناطق الطبيعية والصناعات التقليدية والعادات والتقاليد أصبحت هذه المدينة تتطلع إلى المستقبل بعيونٍ ملؤها الأمل والتحدي، محاولة بذلك إعادة مجدها التاريخي بنظرة واقعية يتطلع من خلالها أبناؤها إلى استثمار مخزونها التراثي والطبيعي والاجتماعي وذلك ولما كانت مدينة مسعد متميزة بهذا الكوكتال من المواد السياحية لا من حيث التنوع فحسب ولكن من حيث تمييز هذا التنوع وحسب الدراسة التي قامت بها بعض الهيئات المختصة في السنوات الثمانينات في ولاية الجلفة حيث قسمت الولاية إلى محيطين سياحيين، وكان المخيط الأول هو محيط مسعد الذي عاصمته المدينة وتتمثل في: ـ الجلفة ـ سيدي مخلوف ـ مسعـد.

## خصائل أهل منطقة مسعد
مما جاء في كتاب «صور وخصائل من مجتمع أولاد نائل» لصاحبه الأستاذ مباركي بلحاج بن أحمد الذي جعل فيه مجتمع منطقة مسعد مرآة لكل مجنمع أولاد سيدي نائل، ومباركي بلحاج شاعر وباحث مسعدي في التراث الشعبي للمنطقة نورد منه هنا مقتطف حول خصائص أهل المنطقة.
التكافل الاجـتماعي
ما زالت بعض العائلات، بل أغلبها متمسكة بروح التماسك والتكافل الاجتماعي، إذ ما زال العم يعيش عند ابن أخيه أو قريبه أو العمة أو الخالة عند ابن أختها، والأخ عند أخيه، والأب عند ابنه من الواجبات بل من المقدّسات وكذا الأم عند ابنها (واجب مقدس هي والأب).
إذ لا يمكن للابن أن يخرج من بيت أبيه بعد زواجه إلا بإلحاح من أبيه، إذ يَعُدُّ الناس خروج الابن من بيت أبيه وابتعاده عنه عقوقاً، وتمرُّداً عن الأعراق والتقاليد.
بل وما زال القريب يبقى لدى قريبه ما شاء، منفقاً عليه، كافلاً له، غير مانٍّ ولا مضايق له (طبعا في حدود العادات والتقاليد والشريعة) طبائع العائلات الكافلة.
بل حتى أنك تلاحظ بعض المعوزين ومن لا عائلات ولا كافل لهم، يقيمون عند أناس لا صلة قرابة تربطهم بهم، إلاّ لوجه الله.
ولذا ترى المتسوّلين والمترددين على المدينة من المتشردين بكثرة، ويمكثون طويلاً، لوجود الجو الملائم (طعاما وشرابا وإيواءً ومعاملة).
وقد كان قديما وما زال رمز هذا الجو المشار إليه من إيواء المحتاجين والمشردين والزُّهاد والدراويش (علي بن القايد)، وكذلك الحرزلي أحمد الذي آوى وما زال يأوي حتى الأجانب (كرماً)
الـكرم والـجـود
إذا كان ما ذكرناه من إيواء وإطعام، واعتناء بالفئات المذكورة شيئا عاديا، لدى المثال الآنف الذكر، لعله يُعدّ ضرباً من التبرك والتقرّب إلى الله، وقد يوجد في مدن أخرى غير مسعد.
فإن إكرام الضيف والزائر والاعتناء به، ولو لم يكن ذا قربى يُعد واجبا بل فرضاً، يعاقب تاركه معاقبة أدبية من المجتمع المسعدي، فقد توارثه هذا المجتمع أباً عن جد.
فكلمة: أتشرب قهوة.. تسمعها من كل لسان، ولو كان صغير السن، فإنه يقولها بعفوية وتلقائية، ناهيك عن قولهم: ((تتعشى معانا؟؟ تتغدى معانا؟)). وقد تقال لكل عابر سبيل وخاصة لمارٍّ غريب، توقّف سائلاً عن شيء ما، ملفتا للانتباه.
الهمـِّة والعزة والـنّـيف
لا تكاد تجد بين بني نائل وخاصة أبناء المنطقة (مسعد) من يقبل بدوس كرامته أو إهانته أو قبوله بالتعسف والحقرة له أو لأهله أو ذويه، أو المساس بأعراقه وتقاليده أو انتمائه، وقد يصبر النائلي أو المسعدي عن ذلك إلى أبعد حد ممكن لطيبة نفسه وعراقة أصله من باب التجاوز.
كما أنك تجده قد لا يملك شيئا، ولا يمدُّ يده ولا يحط من كرامته، ويتظاهر بعلو الهمّة وبعزة النفس، رافعاً أنفه شامخا، اللهم إلا نادراً.
-صدق الـحـديـث والمعامـلة والأمانة:
و من العادات والتقاليد المعروفة لدى سكان المنطقة، الصدق في الحديث والإخلاص في المعاملة والأمانة فلا تكاد تجد إلا نادراً كاذبا أو مرابيا أو خادعاً، وإذا وجد فإن الملفت إليه والمحذر منه والنابذ له، ملاصق له ولو كان قريبا له، فقد يدلّك أو يُحذّرك منه أقرب الأقربين إليه.
ولذلك فإن أغلب الناس هنا يعيشون بمعاملة الثقة بينهم بيعا وشراء، ودليلنا ظاهرة التداين (الكريدي)، وقد يداين صاحب المحل من لا يعرفه، ثقة وأمانةً.
-المحافظة على الجار والجوار
مـمـّا عُرف أيضاً عن أهل المنطقة المحافظة على الجار والإحسان إليه، وتفقده ومواساته وخاصة إذا كان غريباً، إذ يجد نفسه من أهل المنطقة، وربما من أول يوم يحلُّ بها، إن لم يكن في ثانية، وكثيرٌ مـمـّن رحـلوا عنها وما زالوا يـذكرون ذلك، ويترددون هم وأولادهم وعائلاتهم على المنطـقة.
-الـحياء والحـشمة
وهو سلوك مشترك بين النساء والرجال، كباقي السلوكات الأخرى حيث لا يقابل الصغير الكبير برفض أو معارضة أو كلام.. خاصة إذا كان قريبه، وإلى الآن لا يحمل الابن أو البنت أولادهما أمام والديهما (و خاصة أمام الأب)، ولا يتناول (شمة ولا دخانا، سيجارة) ولا أمام كبير.
-الـتـسامح
إلى جانب العادات والتقاليد والمناقب المذكورة فإن سمة التسامح والصفح والعفو كانت وما زالت منتشرة، سائدة بكثرة، ويوميا تقريباً، وكثير من القضايا والمشاكل والنزاعات تعالج وبسهولة، وبتدخل كبار العروش، وأهل التُقى والخير، وهذا حتى في الأرواح ((وهو ما يسمى القتل الخطأ أو العمدي)) تسوّى بالتسامح والرضا مقابل - طبعًا - حضور جماعة وتناول الطعام، ودفع مبلغ متعارفا عليه، عادة ما يجمعها العرش أو القبيلة تسمى ((الدِيّة)) ((فديّـة مسلّمة إلى أهله)).
ويقع الرضا والقبول والتسامح بين أطراف النزاع وتسود المودة والمحبّة والتآخي، وتدفن الأحقاد.
المساعدة (الـتّويـزة)
كانت في القديم تقام على شكل بناء بيت لفقير بالمشاركة الفعلية (عملاً) والمادية، أو لمن أصيب بكارثة، أو لمسجد أو لوقف عام، وقد أصبحت اليوم تتجلى في المساهمة المالية (أتبوريك) لحاج أو لمتزوج أو لمسؤول أو لغريب ملهوف أو لمريض لم يطلبها أو طلبها، وقد تميّزت بها بعض العائلات عن غيرها، بدرجات متفاوتة من عرش لآخر، ومن قبيلة لأخرى بل من عائلة (نكوة) لأخرى.
زيارة الأولياء والصالحين (لركاب)
كان الأولون يقيمونها على شكل ركب، وتعني جماعة من الرجال من مختلف الأعمار، ومعهم عجائز (قواعد) يتنقلون على ظهور الأنعام لزيارة زاوية أو شيخ صالح، أو ضريحه بعد جمع الزيارة، نقودا وحبوبا وما وُجد، وقد تستغرق المدة أياماً وليالي للتنقل، يرافقهم بندار وقصَّأب، ومتخصصون في الذكر والقادرية، وبعد وصولهم يكون شيخ الزاوية في استقبالهم أو مقدمه (خادمه)، وعادة ما يكون من أولاده، فيسلمون على الشيخ مقبّلين رأسه، ويسلمه كبيرهم أو مقدمهم المعروف سابقاً لديهم ولدى شيخهم، يسلمه ما جمع طالباً الدعاء لهم ويتناولون ما أُعدّ لهم أو يُعدُّ، ثم يمرون إلى القبة أو الضريح والجبانة (المقبرة) مترحمين على الموتى، متبركين بالأضرحة كل حسب طريقته.
وخلال الإقامة تكون الصلاة جماعية، بإمامة الشيخ عادة أو أحد أبنائه أو مقدمه، وهناك تذبح الذبائح، وتقام الحفلات والولائم، وألعاب الفروسية، ويحلى السهر دونما إخلال بالشريعة، أو تجاوز حدود الآداب العامة والضوابط، وقد لا يكون الإذن لهم بالانصراف من طرف الشيخ أو المقدّم إلا بعد ثلاثة أيام، ولا ينصرفون أبدا إلاّ بعد إذن أحدهما. 
وقد كانت وما زالت هذه العادة، ولكنها خفّت قليلاً في السنوات الأخيرة.
وقد كانوا يتوجهون وما زالوا لزاوية سيدي يوسف بالقاهرة، وزاوية سي المصفى (بالدويس) وزاوية الهامل ببوسعادة، وزاوية طولقة، وزاوية أولاد جلال، وزاوية لمقدّم الزبدة بالفيض وما زالوا يزورون زاوية سيدي يوسف موسميا وزاوية سي المصفى، وأما زاوية سي على بن الحاج برابح بالصحراء، وسي بن عثمان بصدود في الصحراء فقد كان زوارها يزورونها إلى أن توفي شيوخها، وقد كان البعض من سكان منطقة مسعد يزورون حتى الشّنوفه ببوكحيل (بحريات كحيل).
ولا يمكن حصر كل الزوايا والجهات التي كانت وما زالت محج الوفود إلى الآن وما أكثرها وإنما عيّنات ذكرناها فقط كأمثلة لسائل يسأل فلكل عرش ولكل قبيلة صالح أو مكان تزوره أو زاوية ومن الزوايا التي كانت وما زالت معروفة والتي كانت تنشط في تعليم أبناء المنطقة وغيرهم القرآن الكريم، ومبادئ الفقه، فبعد البحث والتحرّي ثبت أن الزوايا التي كانت وما زال بعضها بالمنطقة.
الزيارات والولائم
ما زالت لحد اليوم العائلات المسعدية تلتقي على الأقل أسبوعياً، وفي المناسبات والولائم والأعراس والحفلات، ومتبادلة للزيارات، لـمًّـا لشمل العائلة، وتعريفا للصغار بالكبار وللصغار ببعضهم بعضاً، محافظة على التماسك الأسري، وغرساً للمحبة والألفة، وما يحدث في الزيارات يحدث في الولائم والأعراس تقريباً.
الفروسية
وهي أهم العادات والتقاليد وأعرقها إذ يمتد امتلاك العربي الأصيل للجواد أو الفرس إلى أقدم جيل عربي بل إلى أوله.
و ما زال سكان المنطقة يملكون الفرس أو الحصان قصد الفروسية أو الزينة وخاصة بدوهم.
إلا أن استعماله يبقى مقتصراً على التنقل عبر الصحراء (الترحال) والصيد والمتعة، فكثيراً ما اقترن اسم الجواد بالبادية والشعر والبطولة، وقد كان يستعمل للحفلات والأعراس والولائم (الزردات) والتسابق والوعدات، وفي أعراس العظماء خاصة إلى اليوم.
و قد اعتنى البعض من أهل الحضر بالمنطقة بتربية الخيول للفروسية والزينة ومنهم على سبيل المثال لا الحصر أذكر :
- ابن دراح الحاج عبد الله بن لمبارك بمسعد.
- الحاج الطيب خمخام () بمسعد. -
- سي بلخير طاهيري () بالزاوية.
- محمود الـدمـدي (بمسعد).

الصـيد
كان الصيد وما زال الهواية المفضلة والمنعة الممتعة للنائلي عموماً وللمسعدي خصوصاً: (بدواً وحضراً).
فأجمل يوم هو ذلك اليوم الذي يحمل فيه النائلي أو المسعدي بندقيته، متجولاً في أعماق صحرائه مستنشقاً هواءها النفي، مستمتعاً بما زخرت به من صيد، فقد عُرفت المنطقة وما زالت بوفرة صيدها وتنوعه ومنه:
الحبار، الأرنب البَّـريُّ، الحجل، الذئب، الثلعب، الحمام البَّـريُّ، الغزلان، وأنواع أخرى من الطيور، وهو ما جعلها مقصد الصَّيَّادين من داخل الوطن وخارجه، وخاصةً الخليجيِّين : (سعوديين وكويتيين …).
ناهيك عن أبناء المنطقة الذين يخرجون لصيد والتفسح والترفيه عن النفس كلما صفا الجو، وكلما زهت الطبيعة.
الـــقــــــــــــادريـــــــة
وهي نسبة إلى سيدي عبد القادر الجيلاني دفين بغداد، علما أنها منتشرة بكثرة في ولايتنا ومنطقتنا خصوصا وأفريقيا والعالم، ولها أتباع ومريدون كثيرون.
وهي طريقة صوفية معروفة كالطريقة الرحمانية والتيجانية، إلا أنها أوسع انتشارا منهما. غير أنني لا أقصد هنا القادرية طريقة، وإنما أقصدها كما تطلق عامية عند أهل المنطقة، وهي حلقة للذكر والإنشاد تقام في المواسم الدينية وبعض الأعراس (تبركا بها في الأعراس وبعض الحفلات).
و كانت تقام عبر المساجد والزوايا في المناسبات الدينية، وخاصة ليلة المولد النبوي الشريف وخاصة في مسجد لحـبـاب أيام حياة الشيخ سي عبد الهادي وأتباعه ومعاونيه، وما زالت باقية، فقد خلفه خلف من بعده، ساروا على نفس الخطى، واتّبعوا سبيل سلفهـم، أمـثال : سي محمد بلعويشي، خنيش قدور، لخنش فرحات، بن دراح رابح، وغـيـرهـم، وتقام على شكل حلقة يقودها أحفظهم للمدائح وأحسنهم لحنا، وعادة ما يكون هو نفسه ضارب الدف ويقوم معاونوه ويسمون (الخماسه) بترديد لازمة متفق عليها.
ومن المدائح التي كانوا وما زالوا يرددونها :
-صل وسلم يارب شرف وعظم....
-طلبتك يالله بالقرآن بحرمة الستين لفي أسوارو....
-جبت القول على فطيمه....

## تاريخ

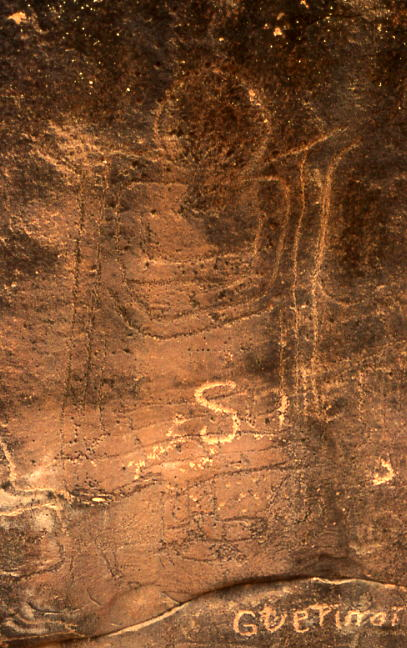
هجرة سيدي بوبكر

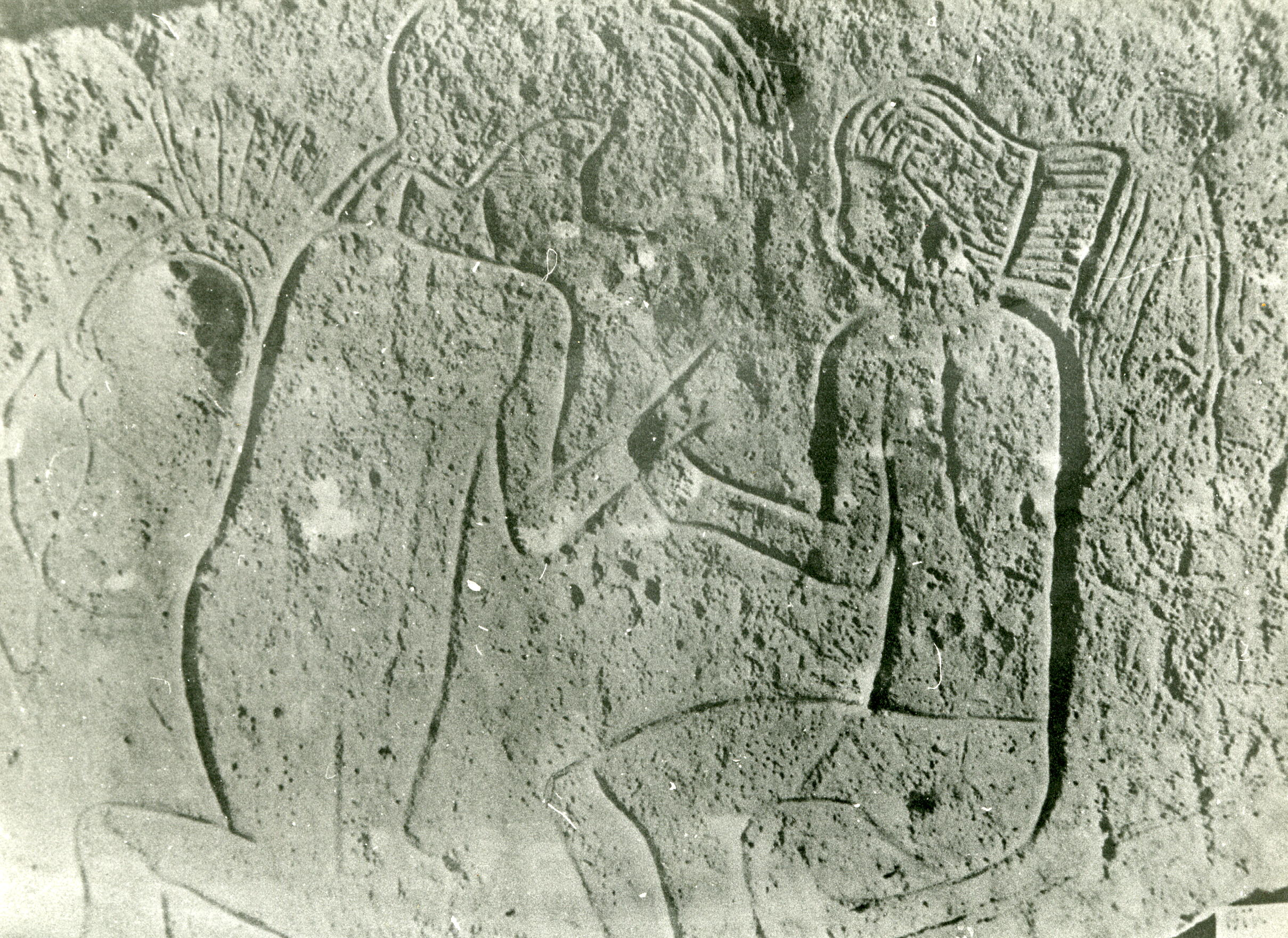
مسعد: آثار العهد الحجري (العاشقين الخجولين).

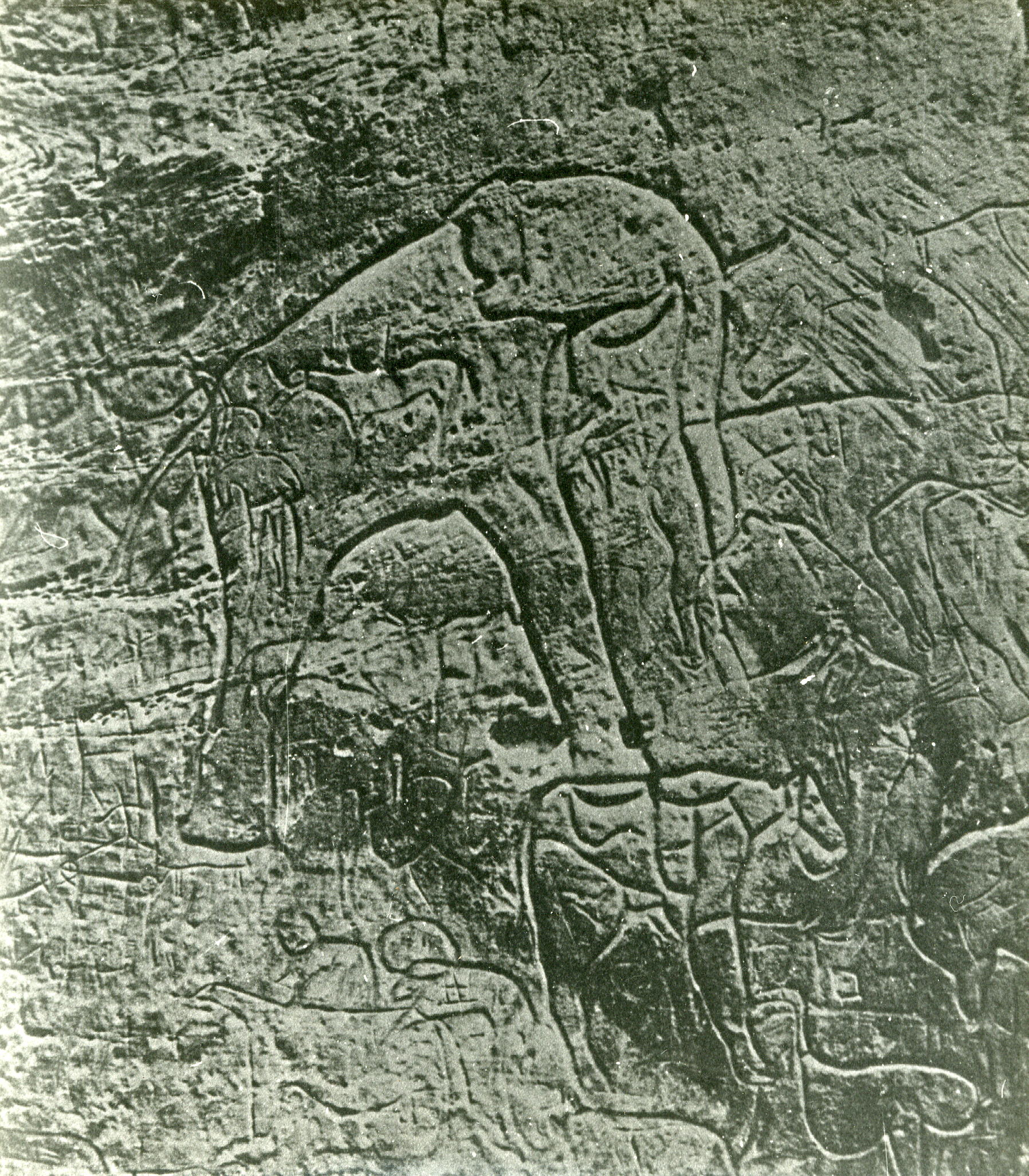
وادي الحسبة

إذا وقفنا على تاريخ هذه المنطقة فإننا نقف بعيدا ونتوجه إلى البدايات حيث نجد أن الإنسان استوطن هذه المنطقة منذ العصور الأولى.. بدءاً من العصر الروماني إن لم نذكر العصور التاريخية الأولى كالعصر الحجري القديم والجديد والعصر النوميدي، حيث تواجد الإنسان بها تواجدا محتشما وإن لم يخلف بعض المآثر التاريخية، لكننا وفي العهد الروماني نجد أنفسنا أمام بدايات التمدن الإنساني حيث عرفت المنطقة أزهى فتراتها وشهدت ميلاد مدن وعروش بقيت آثارها ماثلة للعيان تتحدى الأزمان ما زالت.

### الحقبة الرومانية
لقد استوطن الرومان هذه المنطقة وأقاموا بها درعا لإمبراطوريتهم سنة 198 بعد الميلاد ولقد كان من أهم الوسائل التي اعتمدتها السياسة الرومانية من أجل إحكام السيطرة على الأراضي الجزائرية بناء بعض التحصينات الليمس الروماني الليمسالتي امتدت من شط الحضنة شمالا إلى وادي جدي جنوبا. وفي سنة 126م امتدت هذه الحصون الليمس جنوب وادي جدي، وبذلك شملت منطقة الجلفة وكان الغرض منها صد أي هجمات متوقعة أو تحركات مريبة.
كما اعتمد الرومانيون على إنشاء قلاع، مثل قلعة ديميدي Castellum Dimmidi الواقعة قرب مدينة مسعد الآن وقد بنيت في عهد الإمبراطور الروماني سيبتيموس سيفيروس سيبتيموس سيفيروس وكان ذلك سنة 198 م في رأي جلبير شارل بيكار، بينما يرى الباحث التاريخي شارل اندري جوليان أنها بنيت عام201 للميلاد واستمر عمل هذه القلعة إلى غاية سنة 240 للميلاد. ولم تكن الوحيدة في هذه المناطق، بل بنيت قلاع أخرى في الجنوب، في “القاهرة” وعين الريش والدوسن وبورادة، وكلها تقع في امتداد استراتيجي يتحكم في الإقليم الممتد جنوب حوض الحضنة.
ولا شك في أن المكان المسمى دمد في منطقة مسعد أخذ تسميته من هذه القلعة التي تمثل موقعا مهما من الناحية التاريخية الأثرية، إذ كان يحوي بعض الآثار والأدوات البرونزية والخزفية، وكذا رسوما جدارية.. وجلها تم استخراجه في نهاية ثلاثينيات القرن العشرين، ووضع للعرض في متحف الآثار القديمة بالجزائر.
وهكذا فقد كانت مهمة هذه الحصون والقلاع التي وضعها الرومان هي احكام السيطرة وتوفير المن لنفسهم في الشمال الجزائري الذي عرف التركيز الاستيطاني آنذاك، إذ سمحت هذه الإجراءات بمراقبة تحركات البدو الذين كانوا يتنقلون في حدود هذه المناطق.
ولا زالت بعض آثار قلعة ديميدي التي بنيت على وادي يعد أحد روافد وادي جدي المنطلق من المنحدرات الجنوبية لجبال أولاد نايل، لا زالت موجودة بمدينة مسعد في المكان المسمى دمد، ولا زالت بعض القطع الأثرية المنقوشة من بنيانها معروضة بالمتحف السياحي لمدينة الجلفة.
آثار هذه القلعة الرومانية العتيدة للقائد الروماني ديميدي موجودة فعلا في حي (دمــد) العتيق وما زالت تحافظ على اسمها المشتق من اسمه 
وما زالت آثارها واضحة ولقد وجد بها بعض الأواني الفخارية التي تدل على أنها تحتوي على مخزون ثري من الآثار التي تعكس تاريخ المنطقة وكما توجد بها دشرة البارود التي استخرج منها المنقوشة بالرومانية (موجودة بالمتحف التاريخي بالجلفـة) بالإضافة إلى القرية الموجودة بمدينة عمورة، هذه المدينة الجبلية التي يوجد بها بعض الآثار (آثار أرجل لطائر ضخـم) يقال أنها ما قبل الطوفان. كما نجد بعين الناقة بعض الرسوم لحيوانات الطاسيلي بالإضافة إلى لوحة ((العاشقان الخجولان)) (مصنفة عالميا) وحجرة سيدي بوبكر (بالقرب من عامرة أولاد مجبر)وخنق هيلال، والمويلحة وغيرها من مئات النقوش الصخرية التي تعود إلى ما قبل التاريخ.
ونجد بزكار القرية البربرية التي ما زالت آثارها ماثلة للعيان إلى الآن كما نجد بهذه المنطقة قبور بني سفاو.. فكل هذه الآثار لا بد أن تخلق نوعا من السياحة الاستكشافية.
من جديد الأبحاث التاريخية التنقيبية بمسعد سنة 2001 العثور على رفات بشرية وأواني فخارية جنائزية وقطع معدنية أثناء تهيئة مكان بجانب حي 120سكن طريق بوسعادة قصد بناء سكنات اجتماعية جديدة بعد دراسة هذه البقايا العظمية والفخارية كذلك طريقة الدفن استخلصتا مايلي: يعد هذا الاكتشاف قبر جماعي يعود إلي فترة فجر التاريخ محتويا أربعة جثث دفنت في وضعية الجنين أي يوضع الميت في وضعية أفقية منطويا كالجنين في بطن أمه، هذه الوضعية لا تحتاج متسعا من المكان هذا ما عثر عليه في القبر الذي نحن في صدد دراسته دفن الجثث الأربعة وانحلالها ونتيجة ثقل مواد غطاء القبر انهار الهيكل العظمي وتراكمت البقايا العظمية في مساحة صغيرة نتيجة للوضعية التي دفنت بها وهذه الطريقة معروفة في فجر التاريخ. أما بالنسبة للبقايا الفخارية فهي عبارة عن أواني فخارية جنائزية تدفن مع الميت لها وظيفة طقسية التي كانت تمارس في تلك الفترة وتنسب هذه الأواني إلي الفخار البراري المحلي وقد استعملت هذه القطع الفخارية في الحياة اليومية نتيجة اللون الأسود الذي يطغى عليها اثر استعملها في النار 
يكتسي هذا الاكتشاف أهمية بالغة هذا من حيث دراسة المعالم والطقوس الجنائزية للمنطقة.

### حقلة الاستعمار الفرنسي
قدمت قوات الاستعمار الفرنسي في بداية النصف الثاني من القرن التاسع عشر عرفت مسعد بمقاومة الشيخ موس بن الحسن الدرقاوي الملقب بأبي حمار للفرنسيين وقد كان من المعارضين للأمير عبد القادر حيث حدثت معركة بين الرجلين بالقرب من منطقة «عوامري» 1835 استطاع الفرار فيها لمدينة مسعد حيث بدأ تنظيم صفوفه من جديد وتمت مطاردته هناك من قِبل الجنرال الفرنسي «ماري مونج» ليلجأ بعدها لقبيلة بني لالة بالقبائل، حيث مكث هناك 03 سنوات، ثم توجه هارباً جنوباً نحو متليلي الشعانبة سنة 1847، وقد قام الشيخ بوزيان (أحد أعوان الأمير عبد القادر) زعيم واحة الزعاطشة الاتصال بشيوخ الطرق والزوايا والعروش لتحضير ثورة الزعاطشة بنواحي بسكرة، من بينها الاتصال بالشيخ موسى بن الحسن المصري الدرقاوي، الذي رحّب بالجهاد، فعرج على مدينة مسعد واصطحب معه حوالي 80 مقاتل من أولاد نائل وقاوم الشيخ الدرقاوي ببسالة الحصار المفروض عليهم بالواحات رفقة مجاهدي أولاد نائل وبوسعادة والمسيلة ممن التحقوا بإخـوانهم في الزعاطشة، وأعطـيت الأوامر بـإبـادة سكان الـواحـة بما فيهم الأطفال، النساء والشيوخ وقـطع أشجار النـخـيـل، وحرق المنازل، وبتاريخ 26 نوفمبر 1849 نسفت دار الشيخ بوزيان فسقط شهيدا، وأمر السفاح «هيربيون» بقطع رأس زعيم الثورة الشيخ بوزيان ورأسي ابنه والشيخ الحاج موسى الدرقاوي وتعليقهم على أحد أبواب بسكرة.
يذكر الباحث العسكري الفرنسي آرنو أن أولاد نايل انضووا تحت لواء الأمير بداية من سنة 1836 السنة التي زار فيها الأمير منطقة مسعد ومناطق أولاد نايل الذين تحالفوا معه وأعطى الأمير عبد القادر الشريف بن الأحرش لقب خليفة أولاد نايل بعد مقتل الحاج عيسى خليفته بالأغواط.
شهدت منطقة مسعد بذلك مقاومات عدة قادها شيوخ القبائل من أبرزها : مشاركتهم مع الأمير عبد القادر في معركة عين الكحلة في 31 مارس 1845 بجبل بوكحيل ضد قوات الجنرال السفاح يوسف ولا ننسى ما قام به أولاد أم الأخوة بهجوم على فيلق فرنسي تابع لمدينة الجلفة في منطقة عين الناقة جنوب المدينة في تاريخ 10 أكتوبر 1854. و كذلك أولاد سعد بن سالم في سبتمبر 1851 وكذا أولاد طعبة في سبتمبر 1853 ضد حامية فرنسية بقيادة العسكري الفرنسي تيودور بان Théodore Pein في جبل الدخان بمنطقة كربطيط ودامت انتفاضتهم عدة اسابيع سقط الكثير من الشهداء من أبرزهم سي علي بن عطية والربيعي بن عطية وقيل أكثر من ثمانين شهيدا وكانوا متناصرين مع كوكبة الشهيد سي أحمد الشنبولي المباركي الذي استشهد مع ابنته في الواقعة نفسها.
و نذكر هنا أيضا مقاومة «سي محمد بن عياش» الذي سقط شهيدا في منطقة بوسكين بالمقيد سنة 1857
و في بداية القرن العشرين شهدت منطقة مسعد مقاومة الشهيد الشيخ الولي الزاهد سي عبد الرحمن بن الطاهر شيخ الزاوية الرحمانية فيها حيث عرف عنه رفضه المطلق للمستعمر في الجزائر وفي غيرها من البلدان الإسلامية حيث في مطلع القرن العشرين قام بمراسلة الملك الشيخ السنوسي في ليبيا يدعوه إلى الجهاد والنهوض من أجل توحيد القوى لطرد المستعمر من بلاد المغرب العربي وأرسل الرسالة مع سي المبروك بن هبال من عرش أولاد لخضر الذي سلم الرسالة شخصيا للشيخ السنوسي وقام بالرد عليه بأن الوقت لم يحن بعد، وهاته الرسالة كانت موجودة عند الشيخ سي محمد الطيب في مكتبته بواد الجدي إلى غاية سنة 1956م حيث وقعت للشيخ مشاكل مع فرنسا لتأييده للثورة ولجيش التحرير فأحرقت مكتبته وفيها الرسالة، ثم راسل الشيخ سي عبد الرحمن أيضا الشيخ المجاهد والمقاوم عبد الكريم الخطابي بالمغرب يدعوه لما دعا إليه الشيخ السنوسي.
وفي سنة 1914م وغداة اندلاع الحرب العالمية الأولى قامت فرنسا بالتجنيد الإجباري للجزائريين وذلك لإشراكهم في الحرب كما قامت بفرض ضرائب مجحفة عليهم، فكان الشيخ سي عبد الرحمن من الأوائل الذين عارضوا هذه السياسة ودعا إلى محاربة فرنسا وطردها، وهذا الموقف من فرنسا سجن بسببه في الجلفة ثم فرضت عليه الإقامة الجبرية في نفس المكان وعفي عنه لكنه بقي في سياسته المناهضة لفرنسا فسجن ببسكرة ثم الجزائر وأطلق سراحه ولما استمر على موقفه نفي إلى المغرب سنة 1916م حيث اختار له الفرنسيون قرية بركنت «عين بني مطهر» حاليا وتقع جنوب مدينة وجدة تبعد عنها بثمانين كلم ، وعند وصوله سمع به سيدي علال بن الشيخ البوشيخي زعيم أولاد سيدي الشيخ الغرابة وشيخ الزاوية الشيخية بالمغرب ، فذهب إلى الحاكم الفرنسي ببركنت، وطلب منه أن يستقر سيد عبد الرحمان بن الطاهر عنده بزاويته بالبادية، وقدم له الضمانة الكافية، فوافق الحاكم الفرنسي ، وهكذا قضى سيدي عبد الرحمان بن الطاهر مدة نفيه بين ظهراني أولاد سيدي الشيخ ، الذين أكرموه ، وهيئوا له أسباب الراحة، وقد وفد عليه من مسعد عدة اتباع له ، فكانوا يجدون الكرم والاستقبال الذي يليق بهم ، وعندما أعلن إطلاق سراحه من النفي ، ودعه أولاد سيدي الشيخ ، وعلى رأسهم سيدي علال البوشيخي الذي أهداه أجود خيوله، وألتحق بأهله ، وكانت العلاقة بين الشخصين وأبنائهم متواصلة إلى عهد قريب.(1)
ثم عاد سنة 1918م إلى الجزائر لكنه لم يجد عمه سي يوسف الذي توفي سنة 1917م ليتولى هو شؤون الزاوية وكان له قبل ذلك فرع زاوية في «المكيمن» قرب مدينة مسعد، وله أيضا في الصحراء مساكن مثل بريش والقويسي والقاعو وغيرها، ثم سجن في الأغواط وأطلق سراحه، ولما كثر استفزازه للفرنسيين في تلك المنطقة ولما كانت لديه فرقة مسلحة تجوب الصحراء أفراده من أولاد نايل بالخصوص من فرقة المهاش حيث اشتبك سنة 1923م مع قافلة فرنسية بمنطقة «طزيوة» نواحي مدينة تقرت حيث قتل أحد الجنود الفرنسيين وتعرض للمطاردة وصار مطلوبا لدى فرنسا وهدمت منازله الموجودة في الصحراء انتقاما منه، وألقي عليه القبض في تقرت مرة أخرى لكن أطلق سراحه حيث كفله أحد أعيان المنطقة، وللمرة الأخيرة ألقي عليه القبض سنة 1930م وحكم عليه بالإعدام يوم 14 يوليو 1931م ليقدم كقربان بمناسبة العيد الوطني الفرنسي.
بدات الحركة الإصلاحية منذ تاسيس جمعية العلماء المسلمين وتاسيس حزب الشعب ذو الفكر الثوري الوطني من طرف مصالي الحاج. 
حيث تبنت هذا الفكر الزوايا ومشايخها مع نشاط الطرق الصوفية خاصة الرحمانية والقادرية وتجلى ذلك في نشاط الزاوية الطاهرية التي تقع في شرق مدينة مسعد والتي تأسست عام 1836 على يد الشيخ «الطاهر بن محمد» والذي أشرف على الأعمال فيها حتى سنة 1891 وأصبحت مركزا ثقافيا ودينيا واجتماعيا ثم تلاه الشيخ سيدي يوسف في الفترة من 1891 إلى 1907 وقد أسس بشخصيته الفذة منهجية واضحة لحفظ القرآن الكريم وتدريس اللغة العربية والعلوم الشرعية.
كما شهدت أيضا مسعد نشاطا كثيفا لعلمائها الذين ارتبطوا بالجانب الإصلاحي لجمعية العلماء المسلمين الجزائريين ومنهم الشيخ «عبد القادر بن إبراهيم» الذي تعرض للسجن نتيجة فكرة المناهض للاستعمار وتلميذه الشيخ محمد بن عبد الرحمان الرايس الذي تعرض للسجن والاعتقال والتعذيب خلال الورة التحريرية والشيخ «سي أحمد بن عطية» والرايس محمد وعبد الباقي الحبور وكنتيجة لهذا النشاط الإصلاحي ومواكبة لتطور الحركة الوطنية شهدت المدينة أيضا نشاطا سياسيا وبوجود تمثيل للأحزاب المختلفة والكشافة الإسلامية الجزائرية النشاط السياسي والكشفي، ومن أهم الأعضاء البارزين في هذا النشاط الكشفي والسياسي «بوهلال لخضر» «لبقع التلي» «لعياش بلحاج» «لقرع محمد بن العيد» «مخلط بن حرز الله» «عباس أحمد بن الطالب».
و قد تواصل النشاط الإصلاحي في المنطقة بزيارة وفد لجمعية العلماء المسلمين وعلى رأسه الشيخ «النعيم النعيمي» والشيخ «أحمد حماني» لتنصيب شعبة لها بمسجد الوسط وأصبح «أحمد بن عطية» رئيسا لها.

## مسعد معالم وأعلام
في مدينة مسعد الكثير من المعالم القديمة من أبرزها المساجد العتيقة القديمة إن أقدم مسجد لهذه البلدة هو مسجد التافزة المجاور لحيها القديم والعتيق، الرحبة بالقرب من حي النواورة ويشتهر فيها أيضا جامع الرأس الذي بُني في العهد الفرنسي أواخر القرن 19 وأقدم منه جامع سي محمد بن عياش الشهيد والعالم والمجاهد الذي يشهد له أنه أول من أقام الجمعة في المدينة، وهو أول شهيد بمنطقة مسعد فقد خرج إلى منطقة بوسكين (المقيد) للتصدي للفرنسيين ومحاربتهم ليسقط شهيدا فيها سنة 1857 
و جامع سيدي رافع ومدفن وقبة سيدي أحمد بن حرز الله جد الحرازلية وقبة سيدي التواتي ومدفن سيدي بن شناف القديم 
- أقـدم ابتـدائـيـة فيها : الرايس محمد وأول مدير لها الأستاذة السيدة الفرنسية : بيريجي
- أقدم إكماليــــة: هي إكمالية شايب التجاني (المختلطة سابقا)
- أقـدم ثانـويـــــة : هي ثانوية حاشي عبد الرحمــان.
- أقـــدم حـــــي : هو حي الرحبة الذي يطلق عليه حاليا حي النواورة

### الزوايا
الزوايا القرآنية المعروفة بمنطقــة مسعد حيث يمكن هنا أن نعرف بأبرز هذه الزوايا الطيبة الكريمة.
1 الزاوية الطاهيرية (بيت سيدي الطاهر):
الموجودة اليوم بالڤاهرة بمسعد، والتي تأسست في سنة 1837 تقريبا وأسسها الشيخ الطاهر بن محمد الذي كان تلميذا في الزاوية العثمانية بطولڤة والزاوية المختارية بأولاد جلال، وأسسها بإذن من مشيخة الزاويتين، وكانت سدا منيعا في وجه المستعمر لمحو الشخصية الوطنية الإسلامية والعربية والهوية الوطنية الجزائرية بتركيزها على تعليم القرآن والمحافظة على الأخلاق والتفقه في الدين، والمحافظة على السيرة النبوية، وذلك لكونها تزامنت مع الاحتلال الفرنسي للجزائر، إلى أن توفي شيخها سنة 1891 م، ثم خلفه أخوه الشيخ سي يوسف وواصل على نهجه، وتخرج منها طلبة كثيرون، إلى أن توفي سنة 1917 م فتولى الزاوية بعده ابنه الأكبر الشيخ المختار، الذي عرف بالكرم والزهد وواصل على نهج سلفه، إلى أن توفي سنة 1951 فخلفه على الزاوية أخوه الشيخ محمد الطيب الذي كان فقيها حليما وزاهدا حكيما، وسار على خطاه إلى أن توفي سنة 1969 م، فجاء بعده أخوه الشيخ سي بلخير بمساعدة أخيه وقرينه الشيخ سي بلقاسم، فعاشا متعاونين متصادقين لا يفترقان إلا قليلا، وواصلا على نهج وخطى أسلافهما، إلى أن توفي الشيخ سي بلقاسم سنة 1975 م، وبقي الشيخ سي بلخير مسؤولا على الزاوية حتى توفي سنة 1982 م، فخلفه ابنه الشاب سي المختار بمعاونة أخيه وابن عمه سي عبد العزيز وسارا على نهج والديهما، ويساعدهما على الطلبة سي عبد الرحمن (دحمان) أخ سي المختار - الذي أنشأ
فرعا للزاوية غير بعيد عنها لتصبح الزاوية زاويتين – إلا أن أبناء الشيوخ الحاليين الذين يشرفون على الزاوية تلقوا متاعب ومشاكل في العشرية الأخيرة واستهدفوا في حياتهم عدة مرات، ولم يؤثر ذلك على سير الزاوية وشيخ الزاوية من عرش أولاد لعور.
2 – زاوية الشيـخ سي عبد الرحمـن بن سي بلخير (المدعو سي دحمان (حديثة النشأة)):
وهي زاوية متفرعة عن الزاوية الأصلية الزاوية الطاهيرية، وغير بعيدة عنها تقدم للطلبة علم القرآن والفقه والتجويد، وهي عبارة عن أحواش يبيت فيها الطلبة كالزاوية الأصلية. وأنشئت حديثا بعد وفاة الشيوخ سي بلخير وسي بلقاسم.
3 – زاوية الشيخ سي عبد الرحمن بن الطاهر (بيت سي عبد الرحمن):
ولد الشيخ سي عبد الرحمن بن أحمد طاهيري ونسبته إلى الطاهر عرفية لأنه عمه ومربيه وبه عرف في الأوساط الشعبية سنة 1882 م بمسعد، وبنى زاويته شرق دمد غير بعيد عنها في الموضع المسمى (لمكيمن) ورتب فيها طلبة القرآن الكريم وزودها بمعلمين أكفاء ورفعها بتعليم العلم (الفقه، اللغة العربية)، ومن جملة المشايخ الأستاذ محمد الطاهر من تڤرت، ومنها تخرج فقهاء ذوو كفاءة في اللغة ومنهم الشيخ محمد بن ربيح الامام في الجامع الكبير بالجلفة سنة 1938 م، والشيخان أبو القاسم وأبو الخير أبناء عمه، الشيخ سي يوسف وولده الشيخ عمر طاهيري خليفته في الزاوية والذي له نبوغ في الأدب والشعر والفقه المالكي، وغيرهم كثير، وهذه الزاوية كانت تحيـط بها ظروف سيئة لأن الاستعمار آنذاك كان ينظر إليها بعين الريبـة والخيانـة (للاستعمار الفرنسي)، حيث كان شيخها معارضا للتجنيد الإجباري سنة 1914 م، والذي بسبب معارضته أدخل السجن سنة 1931 وتوفي فيه وكان وقتها يراسل الزعيمين الشيخ السنوسي وعمر المختار الزعيمين الليبيين وإليهما بعث الشيخ المبروك بن هبال (الأخضري) فكان بذلك أول زعيم مصلح وطني في الجهة إن لم يكن في القطر وكان شجاعا مهابا كريما عليما زعيما، وخلفه من بعده على الزاوية ابنه الشيخ عمر طاهيري الذي تكفل بشؤون الزاوية وطلبتها واستمر على نهج أبيه إلى أن توفي سنة 1960 م فخلفه ابنه الشيخ محمد طاهيري الذي سماه باسم شيخه في العلم وشيخ الزاوية من عرش أولاد لعور.
4 – زاوية الحاج امحمد الــزبـــده (بيت الحاج امحمد الزبدة):
ولد شيخها حوالي 1820 م تقريبا، وعاش 80 سنة تقريبا وهي زاوية كانت على شكل خيمة متنقلة عبر الصحراء، في القرن الثامن عشر، ثم تحوّلت إلى فيض البطمة على شكل حوش، وقد تخرّج منها طلبة في القرآن والفقه، وكان بها معلمون في الفقه والقرآن (من أولاد سيدي ناجي)، وكان الطلبة يبيتون فيها ويقرأون، توفي شيخها في سنة 1900 م تقريبا وخلفه من بعده ابنه سي المصطفى وواصل على نهج أبيه من سنة 1900 م إلى سنة 1920 م، فخلفه من بعده ابنه المقدم سي أحمد (الزبدة)، وواصل على نهج سلفيه من سنة 1920 م إلى سنة 1972 م وخلال هذه المدة (52 سنة)، عرفت الزاوية استقرارا من حيث تثبيتها بفيض البطمه وبقيت تمارس نشاطها إلا أنها خلال الثورة عرفت فتورا لأسباب سياسية – معارضة شيوخها للسياسة الاستعمارية - إلى أن توفي شيخها في سنة 1972 م، وبقي يدرس فيها أبناء شيوخها ومن جاورهم فقط لظروف الثورة إلى أن توفي شيخها، وعرفت استقرارا من حيث البناء فثبتت بفيض البطمه خارج المدينة، فتولى شؤونها من بعده سي عبد الحميد الذي أصبح مقدما على زاوية تدرس لأبنائها ومن جاورهم فقط (وبقيت مزارا للتبرك إلى اليوم)، إلى أن توفي سنة 2003 م، وكانت وقتها رمزا روحيا ومكانا يزار سنويا لحل المشاكل كعادة كل زاوية، وتولى من بعده ابنه المقدم سي مصطفى الذي يحاول الآن رد الاعتبار لها بتدريس القرآن في حوش أبيه بمسعد تحضيرا لإرجاع مجد الزاوية، وما زال يزار ويعتبر مقدما رمزيا وروحيا للزاوية والعرش، ((صاحب هذه الزاوية من عرش أولاد أملخوة)).
5 – زاوية الحاج بــــرابـــح (بيت الحاج برابح):
ولد شيخها الحاج برابح حوالي سنة 1784 م، وتولى الزاوية تقريبا سنة 1830 م، وعاش 136 سنة كان يشرف على الزاوية ويسيرها بنفسه وقد انتدب لها معلمين في القرآن والفقه منهم ابنه العلامة سي علي بن الحاج برابح، الذي كان ضليعا في الفقه المالكي والشيخ سي محمد بن الملكي البوخلطي معلم قرآن وسي عبد القادر بن القالي (العيفاوي) الذي كان معلم قرآن أيضا والشيخ سي أحمد بن العارية (باكريه) كان معلم قرآن، نشير إلى أن سي محمد بن الملكي توفي عند الحاج برابح وهو معلم، وكان مكان الزاوية في (السخفة) بالصحراء على شكل خيمة متنقلة بين السخفة وبريش والبرج وكان شيخها غنيا ينفق من ماله على الزاوية ويحكى عنه أنه كان يسمع أذان مكة، وكان الشيخ سي عبد الرحمن طاهيري يزوره باستمرار ة يحترمه ويقدره ويجله، ((صاحب الزاوية من عرش أولاد وطية))، توفي حوالي 1920 م، وواصل ابنه بعده سي محمد إلى 1950 تقريبا، وتولى شؤونها ابنه سي عمر الذي كان مقدما روحيا للزاوية التي فتر نشاطها وأصبحت تدرس لأبناء شيوخها ومن جاورهم إلى أن توفي في التسعينيات تقريبا فتولى ابنه المقدم سي محمد الزاوية وأصبح مثل سلفه روحيا، حيث توقفت الزاوية نهائيا عن النشاط وهي اليوم مزارا للتبرك والالتقاء السنوي عند مقدمها، وهناك محاولات عديدة من أهل الخير لإعادة بعثها.
6 – زاوية بلحمـــرورش : (بــيــت بــلحمرورش)
ولـد شيخـها سي بلحمرورش بباديـة سـد رحال حوالي 1820 م وأنشأ زاويتـه حوالي 1860 م وكانت على شكـل خيمة متنقلـة في القـرن الثامن عشر، يقيـم فيها الطلبة وقد تخـرّج منها كثيرون في الفقـه والقـرآن، وكانـت في صحراء سد رحال، وبعد وفاته حوالي 1920 م، تولى ابنه حمرورش سي محمد شؤون الزاوية إلى سنة 1950 م تقريبا تاريخ وفاته، وقد توقفت عن النشاط لأسباب اجتماعية ومادية ((صاحب الزاوية من عرش أولاد يحي بن سالم))، وكان يعلم عنده في القرآن والفقه سي العربي عسالي، سي محمد بن مصطفى عسالي، سي شويحه من أولاد الحاج مدرس قرآن، ويقال حسب روايات شفوية أنه كان على اتصال بالأمير عبد القادر والشيخ بوعمامة لأمور تتعلق بالثـورة، وبقيت بعد وفاة شيوخها على شكل مزار للتبرك ومقدمها الآن هو سي بوبكر كبعض الزوايا التي توقفت عن النشاط.
7 – زاوية الشيخ بولرباح بن المحفوظ (سي علي بن سي محمد):
أسسـها الشيخ بولرباح بن المحفوظ في سنة 1830 م، وكانت متنقلة صيفا وشتاء، يدرس الطلبة فيها القرآن ويقصدونها من بعيد، وكان شيخها مرشدا ومثابرا وحاثا على جهاد المستعمر إلى أن توفي سنة 1885 م ثم خلفه ابنه الشيخ محمد فقام بشؤون الزاوية مثل سلفه وبنى مساكن للطلبة والضيوف وتطورت الزاوية بناء وتعليما حيث أصبحت تدرس القرآن والفقه ودروس علمية مفيدة إلى أن توفي شيخها سنة 1989 م فخلفه نجله الكهل الشيخ مصطفى فازدادت الزاوية نشاطا وادخلت إليها الكهرباء والماء ووصلتها الطريق المعبدة وبني فيها مسجد للمصلين ومياضي للمتوضئين وساعده في ذلك أخوه الشيخ بن خليفه في تحفيظ القرآن وتجويده، وساعدهم أيضا الأستاذ أحمد نجل الشيخ مصطفى الذي تخرج من زاوية الشيخ محمد بلكبير، فدرس العلوم الشرعية والفقه والسيرة والأحاديث النبوية، وشيخها من عرش أولاد بن عثمان من عروش عين الإبل (أولاد نايل طبعا).
8 – زاوية الشيخ بولرباح بن المحفوظ (سي أحمد المغربي):
وأسسها الشيخ بولرباح بن المحفوظ سنة 1830 م تقع جنوب قرية الدويس في الفضاء، وكانت متنقلة محافظة على الطابع العربي الأصيل، ومنها تخرج حفظة للقرآن الكريم من نواحي عديدة وبقي الشيخ سائرا على الهدي النبوي مجاهدا محاربا للأفكار الاستعمارية مدة 55 سنة حتى توفي سنة 1885 ثم خلفه ابنه الشيخ المصطفى وقام بالزاوية وشجع التعليم بها بشيوخ أكفاء في الحفظ والرواية والفقه، ومساعدة المحتاجين، إلى أن توفي سنة 1942 م فخلفه أخوه الشيخ بولنوار وسار على خطاه إلى سنة 1947 م تاريخ وفاته، فخلفه ابن أخيه الشيخ أحمد المعروف بالمغربي فتولى شؤون الزاوية وواصل على نهج أسلافه، حيث تخرج منها حفظة وظفوا في مساجد عديدة معلمين وأئمة مرشدين، وفي عهده ازدهرت الزاوية بناء وتعليما إلى أن توفي سنة 1989 م فخلفه حفيده الشيخ بلقاسم بن المصطفى، فحافظ على السيرة وسار على هدى أسلافه وطور الزاوية بناء وتعليما.
9 – زاوية الأستاذ الشيخ الصادق بن الشيخ (بيـت الحاج الـصـادق):
أسسها الشيخ الصادق الناجوي بإذن من الشيخ الجليل سيدي المختار بن عبد الرحمن بن خليفة بأولاد جلال شيخ الطريقة الرحمانية، وكانت متنقلة صيفا وشتاء يغلب عليها الطابع البدوي، وتخرج منها حفظة وفقهاء كثيرون توفي شيخها في سنة 1926 م وخلفه ابنه الشيخ الحاج المختار وسار على نهج أبيه إلى أن توفي سنة 1971 م فخلفه أخوه الشيخ عبد الجبار، إلى أن توفي سنة 1990 م فخلفه ابن أخيه الشيخ الصادق بن الشيخ محمد الطاهر، ((صاحب هذه الزاوية من عرش أولاد أملخوه)).
و قد ظهرت زوايا حديثا ولكنها ليست كالأولى من حيث النظام والبناء وطريقة التعليم، فهي بناءات عصرية وموجودة داخل المدينة، ولا يبيت الطلبة فيها ولا يقيمون إلا زاوية سي عبد الرحمان طاهيري المدعو دحمان وهي :
1 ـ الزاوية الأحمدية التيجانية ومقدمها (بوعكاز عامر).
2 ـ الزاوية القادرية ومقدمها (ڤن أحمد).
3 ـ زاوية سي عبد الرحمان طاهيري ومقدمها هو سي دحمان.
10- زاوية الشيخ موسى بن الحسن المدني الدرقاوي الشاذلي المصري:
سيدي موسى بن الحسن من أصول مصرية جاء الأغواط سنة 1829 ثم تعرض إلى مضايقات التيجانيين ورفضهم دعوته الجهادية فاتجه إلى مسعد وأسس بها زاوية سنة 1831. وشرع في دعوته الجهادية من مسعد فانضم اليه النوايل والسحاري والعبازيز وعدة أعراش ثم توسع صدى دعوته إلى التيطري. وبعد أن أسس رباطا في «عين الخضرة» بالشارف انتقل اليه وجمع جيشه الذي هو أول جيش انطلق لتحرير العاصمة في آفريل 1835 ولكن مؤامرة دنيئة أدت إلى اصطدامه بالأمير عبد القادر يوم 22 آفريل 1835 وحبك المؤامرة اليهودي «جودا بن ديرون» سفير الأمير لدى الحاكم العام «درووي كونت ديرلون». ولكن الأمير فيما بعد أكرم أسراه ومن بينهم زوجة الحاج موسى وابنته وأطلق سراحهن وألحقهن به. وقد تم تدمير الزاوية ودار الحاج موسى في مسعد من طرف حملة قادها الجنرال لادميرو Ladmirault في جوان 1849. بينما استشهد الحاج موسى رفقة 60 من فرسان أولاد نايل الغرابة في انتفاضة الزعاطشة في 26 نوفمبر 1849.

## مسعد عاصمة السياحة والتقاليد والعادات النائلية
تمثل مدينة مسعد عمق قبيلة أولاد سيدي نائل وتاريخ منطقة الجلفة مدينة غنية بموروثها الحضاري والطبيعي والتاريخي والسياحي
- المناطق التاريخية :

لم تستغل ولم يكتشف ما بها من مخزون حضاري من العهد الحضاري كمنطقة (دمد التي وجد بها بعض الأواني الفخارية الرومانية) وكذلك دشرة البارود والقعدة
- المناطق الطبيعية :

توجد بمسعد غابة (الشوشة) وجبال الاصباع التي تعتبر من المناطق الطبيعية غير المستغلة

## الصناعات التقليدية
تعتبر الصناعات التقليدية من أهم الموارد المادية للسكان وتساهم في سد أدنى الحاجات اليومية للمعيشة وذلك لكونها لم تستغل ولم تستثمر في أشكال حيوية تساعد على تنمية البلدية ومن بين هذه الصناعات التقليدية:

### البرنوس الوبري المسعدي
يعتبر من أهم ما تتميز المدينة حيث تعدت شهرته حدود الوطن فوصل أمريكا ودول الخليج العربي وبعض الدول الأوربية حتى صار رمزا للإهداء الوطني، فكم من مناسبة اهدي البرنوس الوبري المسعدي إلى بعض الرؤساء والملوك والساسة والعلماء فهو يحمل ميزتان : وظيفته كلباس يقي من برد الشتاء وكمظهر للزينة يظفي على الرجل مهابة وجمالا.

### الحذاء المسعدي (بوطعبة أو المقرون)
يعتبر كذلك من أهم الصناعات التقليدية التي تتميز بها البلدية وله خاصية فنية تجعل منه تحفة كثيرا ما رغب السواح قديما في اقتناءه ودفع الأثمان الباهظة فيها، ولكنه الآن حبيس الرفوف لدى الحرفيين.

### الخيمة الحمراء خيمة أولاد سيدي نائل
التي تتكون من عدة قطع تسمى الواحدة منها بالفليج وتتم صناعتها ونسجها محليا من شعر الماعز وصوف الغنم وتصبغ بالوا ن وأصباغ تقليدية تعطيها منظرا متميزا بالون الأحمر والأسود وتسمى بالبيت الحمراء نسبة إلى كثرة اللون الأحمر المستعمل فيها ولقد صنفت مؤخرا كرمز للخيمة الوطنية ولكنها ما زالت تستعمل عند الرحل ولم تستغل بالرغم من شهرتها وجودتها كما تدخل قطعها في ديكورات الفنادق السياحية والأماكن الرسمية.

### صناعة الجلود ودباغتها
ما زال بعض الحرفيين يستعملون هذه الصناعة يدويا مما يدخل فيصناعة الاحذية المسعدية التي تجلب السياح وتقتني ويوصى بها وتطلب في المعارض الدولية.

### الخمري
من بين الصناعات النسيجية التي تشتهر بها البلدية.

### اللباس النائلي (الرجالي)
الذي يتكون من القندورة والكوستيم العربي لهما من الحظوة والإقبال نظرا لتميزها وما يضفيانه من مهابة وجمال 
-الروبة النائلية :و هي عبارة لباس تقليدي للمرأة المسعدية والتي أصبحت مطلوبة على المستوى الوطني..ولكنها الآن ما زالت محلية الصناعة والاستعمال بالرغم مما ادخل عليها من تقنيات حديثة أضفت عليها جمالا فنيا رائعا.

### أهم المواد الأولية للصناعات التقليدية

#### الصــوف
تتوفر البلدية على كميات هائلة من هذه المادة الأولية التي تدخل في معظم الصناعات النسيجية وتتميز بالجودة العالية على المستوى الوطني حيث تعتبر البلدية أهم ممول لهذه المادة على المستوى الوطني ولكن هذه الثروة مازات تيستغل استغلالا تقليد حيث يستفيد منها بعض الخواص دون أن يكون لهذه الفائدة مردود على مربي الأغنام وسكان المنطقة (البلدية).

#### الوبر
يعتبر الوبر المادة الأولية للبرنوس الوبري الذي تشتهر به البلدية والذي يعتبر أهم مورد لمعيشة السكان، ولكن قلة هذه المادة يرجع إلى ندرة الجمال بالمنطقة وبالتالي شحت هذه المادة لعدم تشجيع المربيين لهذه الثروة الحيوانية كما أن هذه المادة لا يمكن استغلالها إلا محليا.

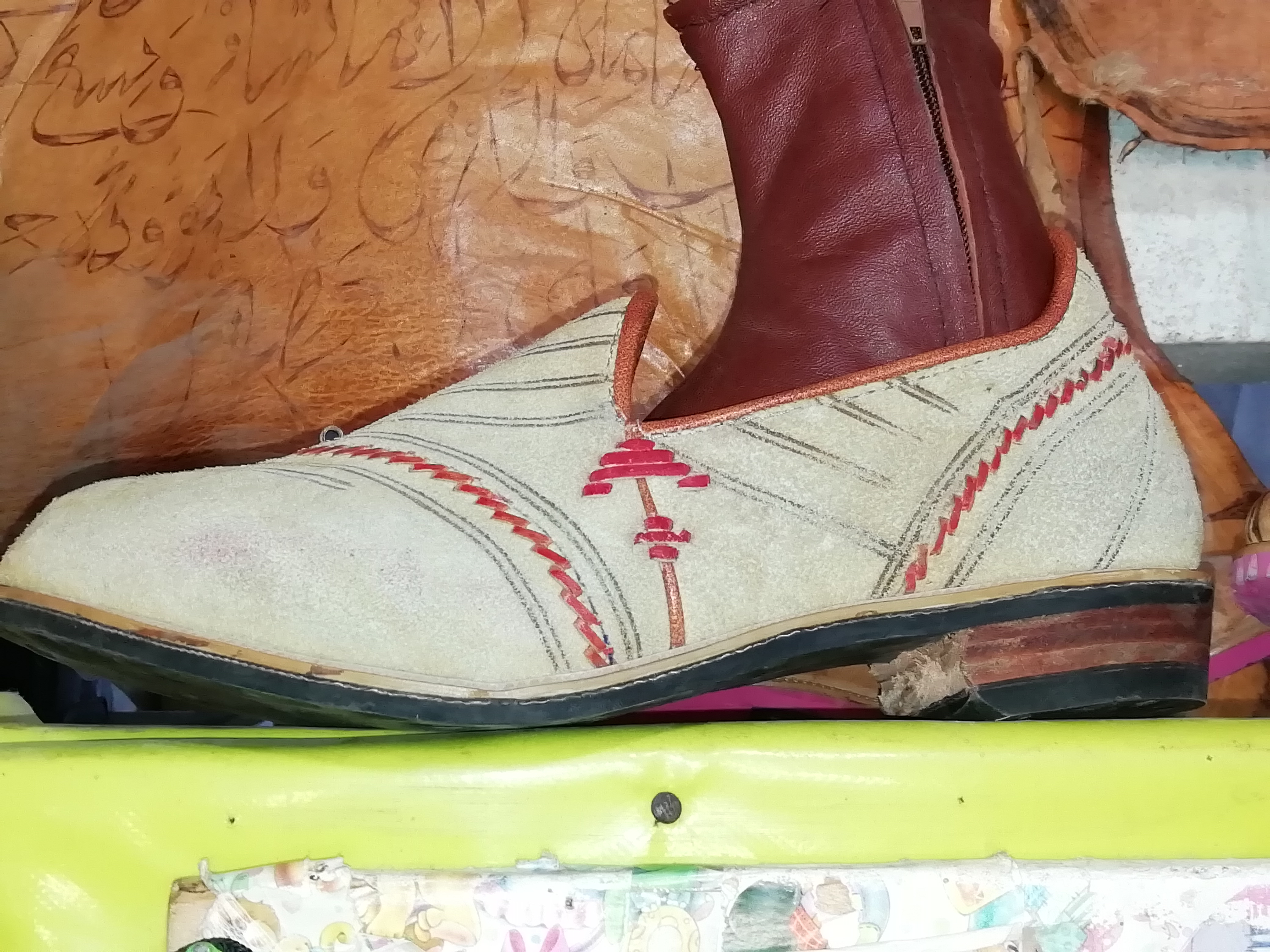
صباط طعبي  صناعة تقليدية مسعد
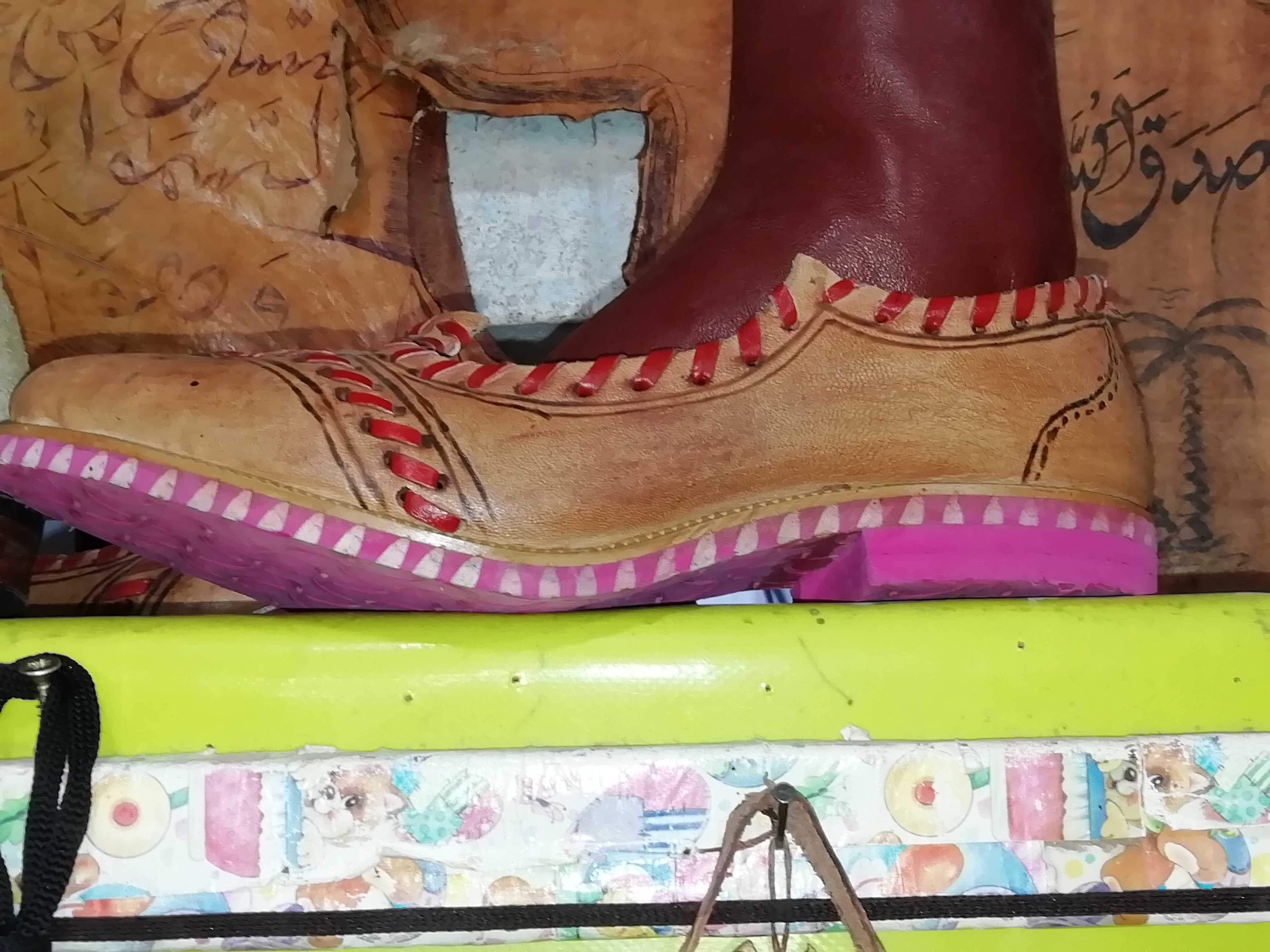
حذاء مسعدي صناعة تقليدية
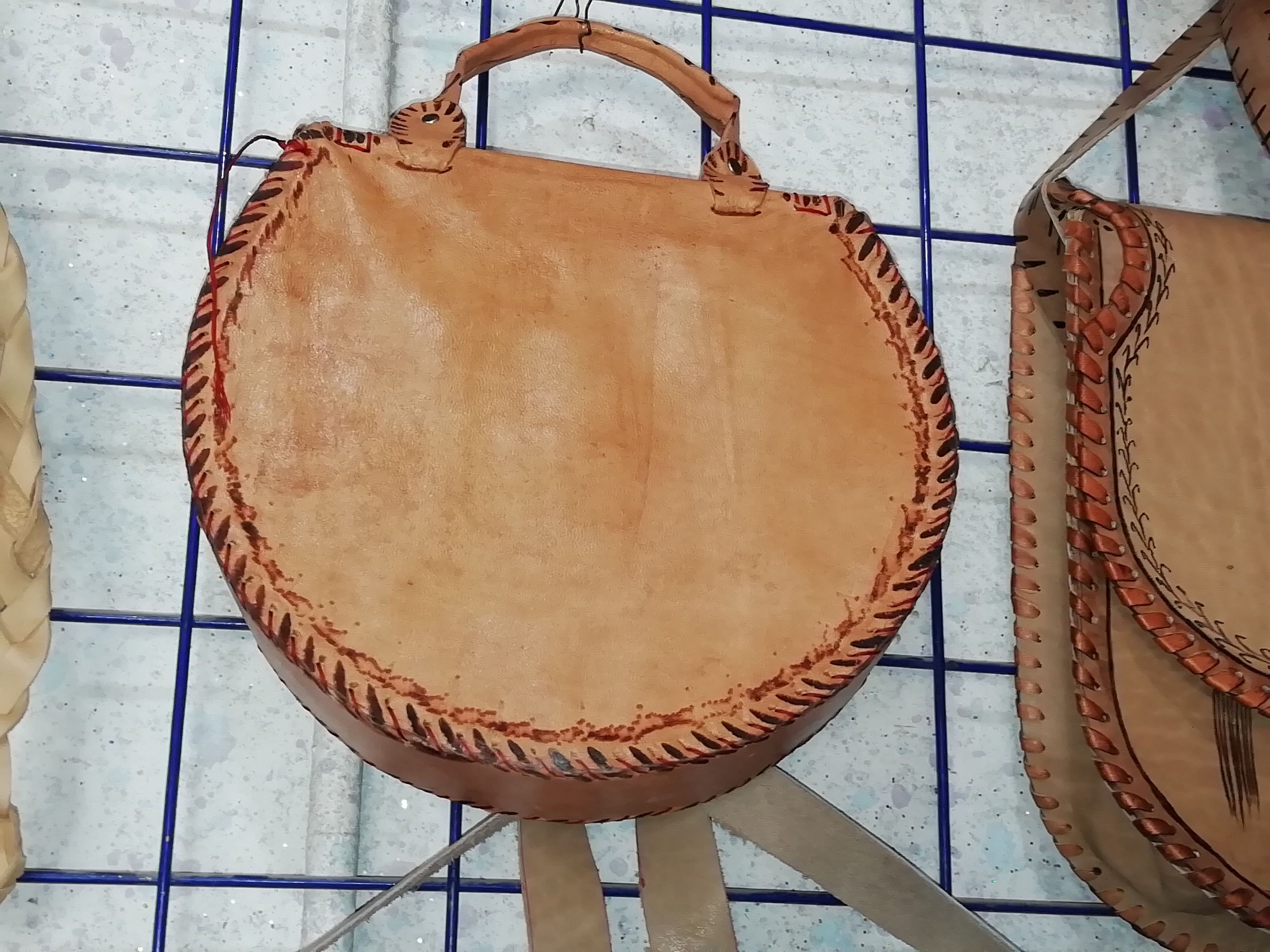
حقيبة يد جلدية صناعة تقليدية  مسعد
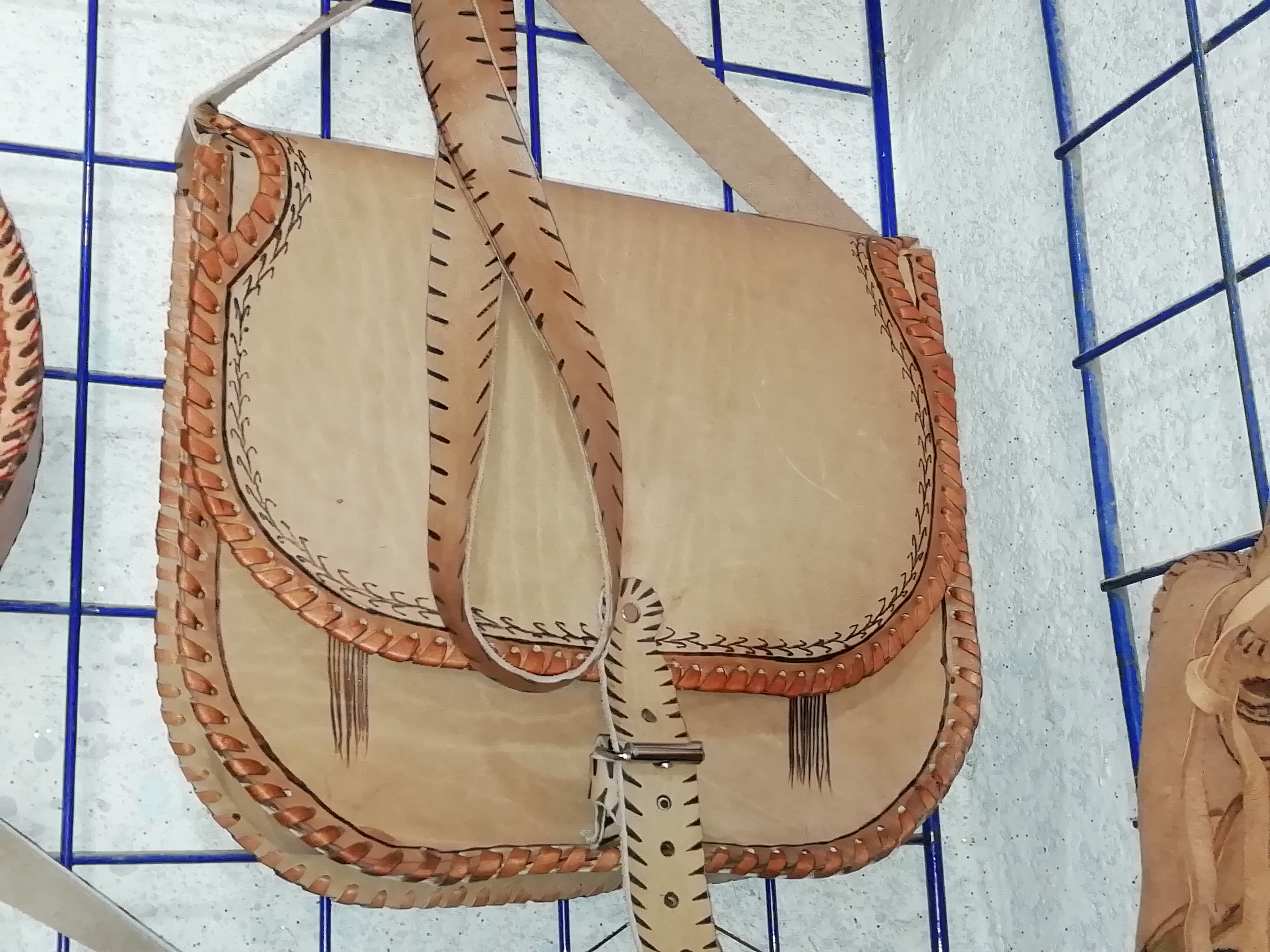
حقيبة يد جلدية صناعة تقليدية مسعد
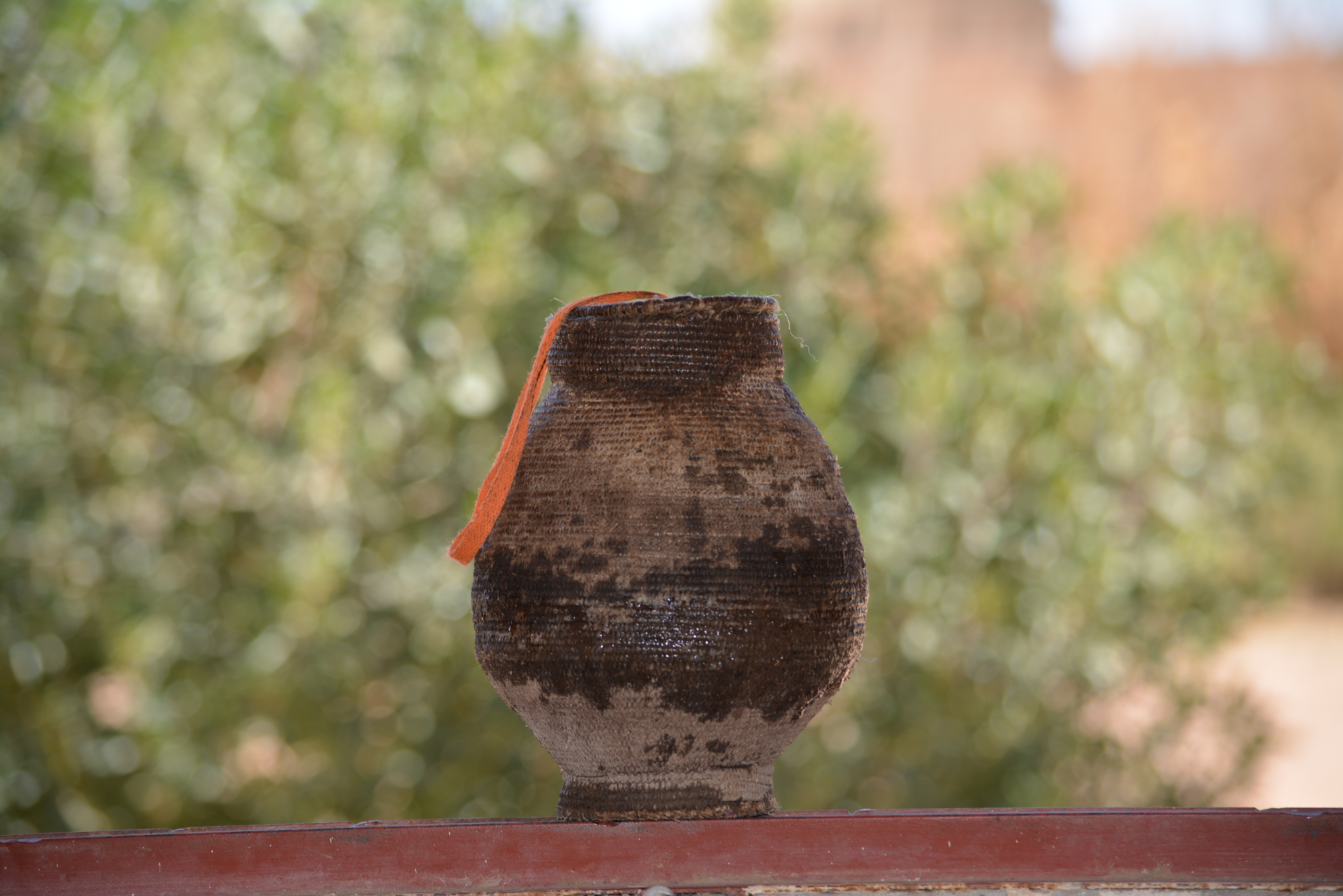
إناء شرب بالحلفاء والقطران
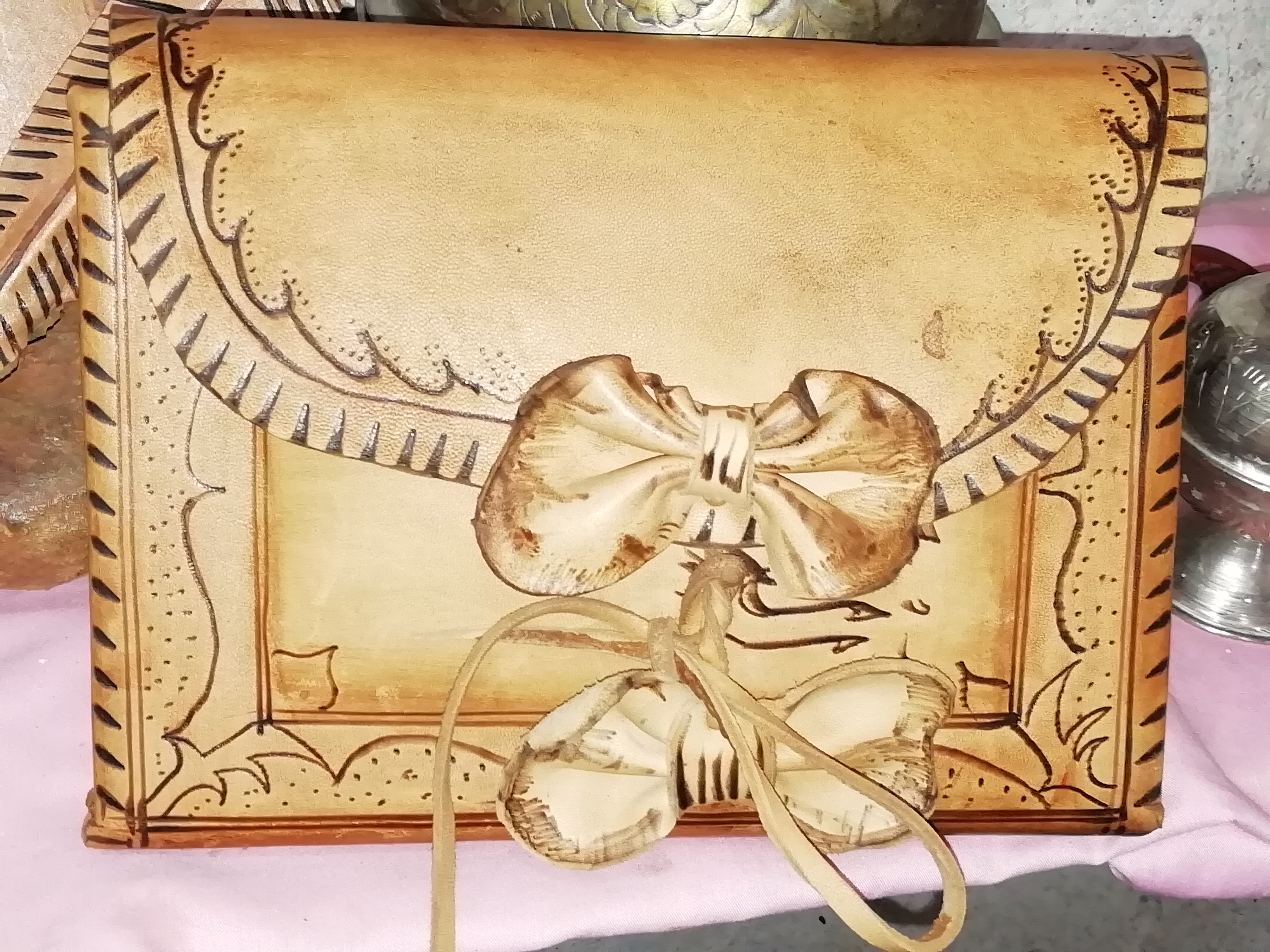
حقيبة جلدية صناعة مسعد
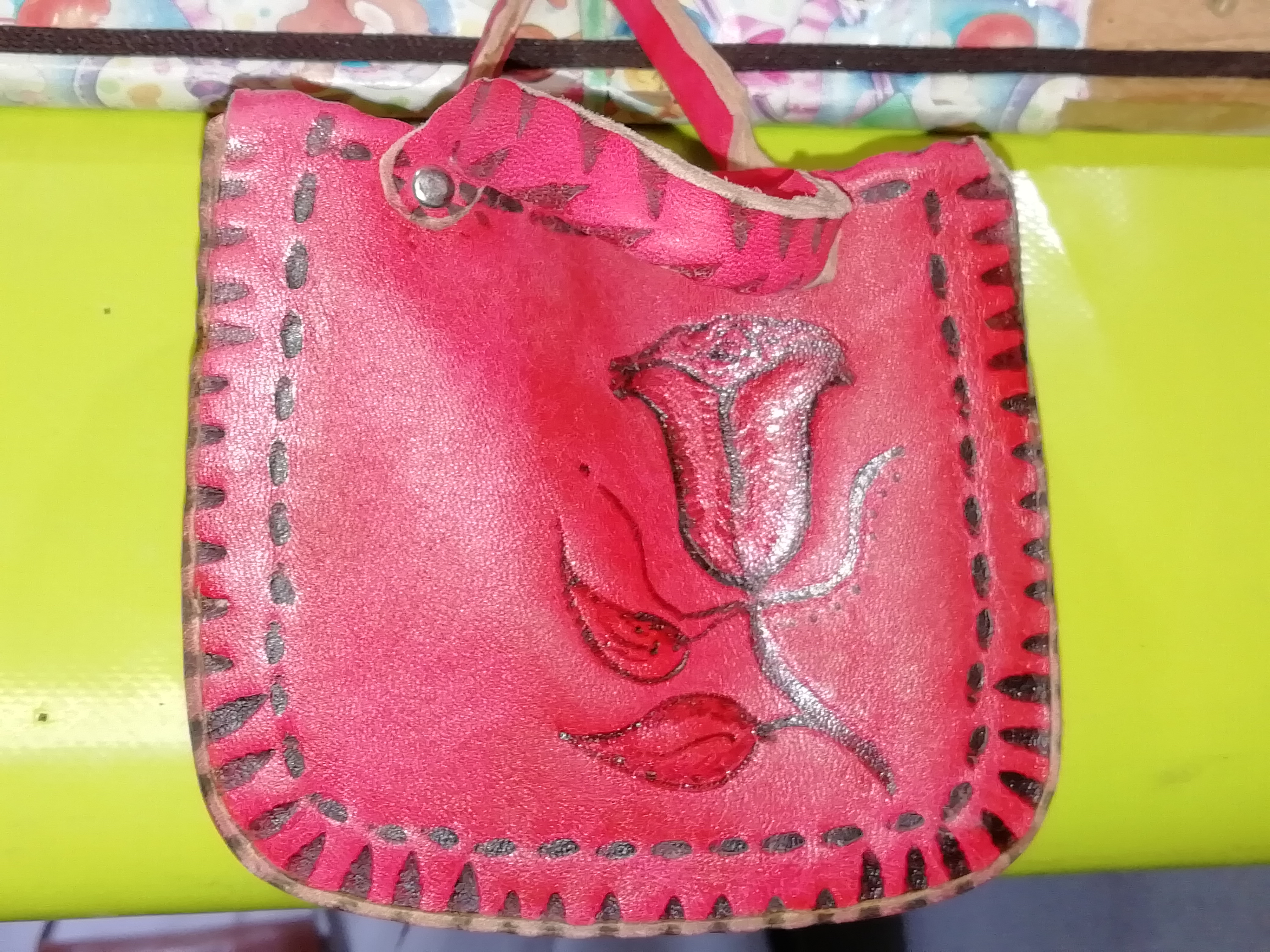
حافظة نقود تقليدية
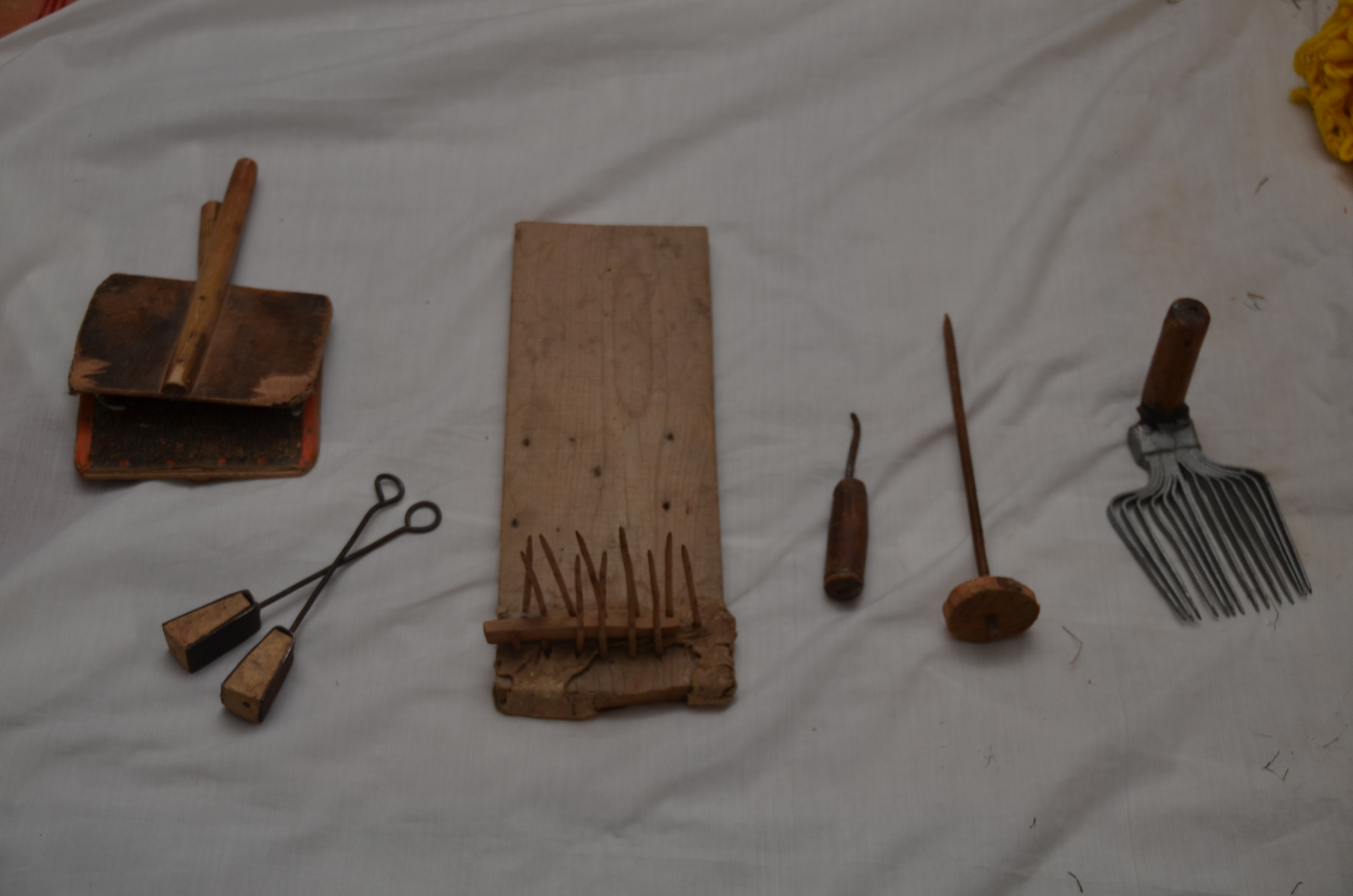
أدوات الصوف التقليدية
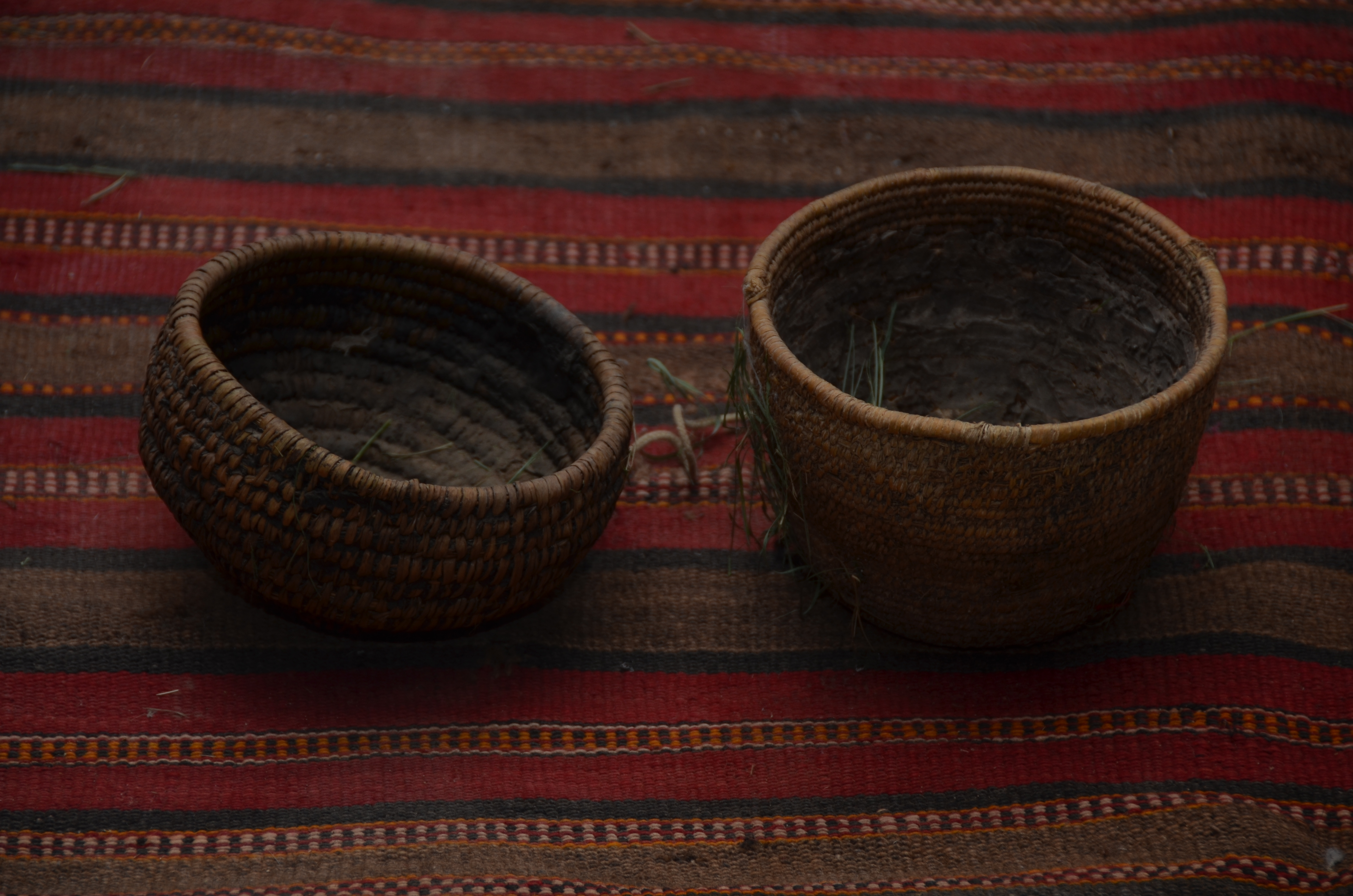
ڤنونة إناء شراب ماء مصنوع من نبات الحلفاء ومطلي بالقطران
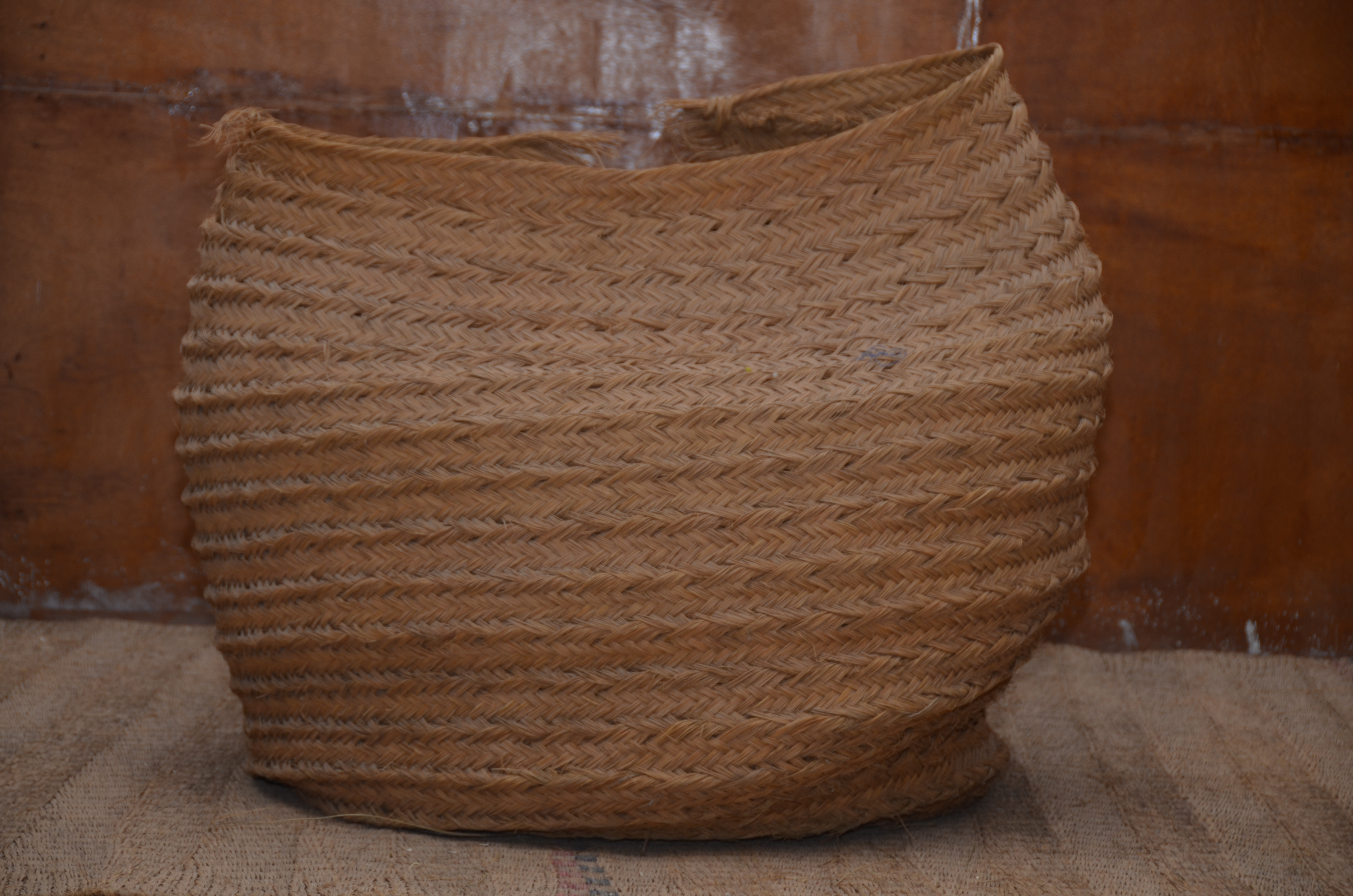
قفة من نبات الحلفاء

المناطق التاريخية :
لقد تواجد الإنسان بالمنطقة عبر مراحل التاريخ الإنساني لكننا وفي العهد الروماني نجد أنفسنا أمام التمدن الإنساني حيث عرفت المنطقة ميلاد مدن وعروش بقيت آثارها ماثلة للعيان تتحدى الأزمان حيث أقام الرومان دروعا لإمبراطوريتهم سنة 198 بعد الميلاد حيث اقام كاستيلوم دميدي قلعته المشهورة والتي ما زالت تحمل اسمه إلى الآن ويسمى باسمه جنوب المدينة وما زالت آثارها واضحة ولقد وجد بها بعض الأواني الفخارية التي تدل على أنها تحتوي على مخزون ثري من الآثار التي تعكس تاريخ المنطقة، كما توجد بالمدينة دشرة البارود والتي استخرج منها بعض الأحجار المنقوشة بالرومانية (موجودة بالمتحف التاريخي بالجلفة).

### أبواب المدينة الخمسة
المخرج الرئيسي الغربي
المخرج يؤدي إلى الطريق الوطني رقم 1 يبعد عن المدينة بحوالي 40 كيلومتر. وأيضا يؤدي إلى ولاية الاغواط عن طريق مفترق الطرق الأول وإلى دائرة عين الإبل بمفترق الطرق الثاني بالإضافة إلى بلديتي دلدول وسد رحال.
المخرج الشمالي
الطريق المؤدي إلى شمال ولاية الجلفة يعتبر طريقا مهما للنقل العمومي للمسافرين خاصة إلى انها تؤدي إلى مركز الولاية المتبوعة لها.
أيضا تؤدي الطريق إلى بلدية المجبارة التابعة إداريا لدائرة عين الإبل
المخرج الجنوبي
مخرج نحو الصحراء بالضبط إلى ولاية ورقلة وغرداية والوادي       وبسكرة. وأيضا تمر الطريق ببلديتي قطارة وأم العظام التابعة لدائرة فيض البطمة.
المخرج الشرقي
الطريق التي تؤدي إلى دائرة فيض البطمة وإلى ولاية المسيلة تعتبر الطريق من أهم الطرق للمدينة بحيث يؤدي إلى الجزائر الشرقية بالإضافة إلى أن المدينة تتوسط الجزائر تعتبر نقطة مرور إلى جميع الاتجاهات.
المخرج الجنوب شرقي
طريق تؤدي إلى بلدية سلمانة المتبوعة للدائرة وأيضا تؤدي إلى بلدية عمورة التابعة لدائرة فيض البطمة. لكن هذه الطريق مهترئة وبحاجة إلى تهيئة وهي التي تسببت في الغالب إلى هجرة الطريق وأيضا إلى مخاوف من نقص الأمن خاصة من تسعينات القرن الماضي.

## العادات والتقاليد
تشتهر مدينة مسعد بعاداتها وتقاليدها المتميزة ومن أهمها:

### الفلكلور
يعتبر الفلكلور المسعدي من أهم أشكال الفرجة عند الإنسان العربي حيث تقام الحضرة التي تتمازج فيها أنغام القصبة والبندير تمازجا يدعو أحيانا إلى (طياح الحال) وهو رمز من أشكال الحلول الصوفية مما يدعو المشاهد إلى استنطاق اللحظة عند الذهول والتعبير عت لحضات يكنها في نفسه.

### العرس والزفاف النائلي
حيث تشيع فيه العروس على الهودج أو الجحفة أو الباسور كما تقام ألعاب فروسية والتي تسمى بالشوفان وهو عبارة عن مظهر من مظاهر الفرجة الجميلة التي تجذب إليها السواح.

### الأكلات الشعبية
تشتهر مدينة مسعد بأكلات شعبية كثيرا ما استهوت السواح وغلبتهم على أنفسهم مثل المشوي-المصور –الرفيس -الكسكس المسعدي-الكعبوش -المردود

## إحصائيات عامة
- عدد المساجد 35
- عدد الابتدائيات 53
- عدد المتوسطات 21
- عدد الثانويات 8
- عدد مراكز التكوين 2
- عدد دور الشباب 2
- عدد الكركبات الرياضية 3
- عدد المسابح البلدية 1
- عدد قاعات الرياضة 4
- عدد الملاعب البلدية 2
- عدد البنوك 1
- عدد فروع البلدية 3
- عدد مراكز البريد 4
- عدد قاعات العلاج 4
- عدد المستشفيات 3
- عدد مراكز امن الدائرة 2
- عدد مراكز الشرطة الحضرية 4
- عدد مراكز الدرك الوطني 1
- عدد مراكز الحماية المدنية 02